# Królewski Ogród Botaniczny w Sydney
Królewski Ogród Botaniczny w Sydney (ang. Royal Botanic Garden) – ogród botaniczny o powierzchni 30 hektarów, znajdujący się w ścisłym centrum miasta Sydney, w Australii, na wschodnim krańcu dzielnicy finansowej Sydney.
Otwarty w 1816 roku ogród jest najstarszą instytucją naukową w Australii oraz jednym z historycznie najważniejszych ogrodów botanicznych na świecie. Zaprojektowania struktury ogrodu oraz jego głównych elementów podjęło się głównie kilu botaników – Charles Moore, Joseph Maiden i Charles Fraser, jednak w swoich pracach byli wspomagani również przez Allana Cunninghama, Richard Cunningham oraz Carricka Chambersa.
Ogród oraz otaczające go błonia są własnością Rządu Nowej Południowej Walii i są zarządzane przez Royal Botanic Gardens and Domain Trust.
Ogród oraz wszystkie tereny go otaczające są otwarte codziennie przez cały rok, a wstęp dla odwiedzających jest bezpłatny. Najbardziej znany jest z widoków na Port Jackson, Operę, a duże błonia dookoła ogrodu zapewniają, że jest on jedną z najczęściej odwiedzanych atrakcji turystycznych w Sydney.

## Powstanie i rozwój
Pierwsza farma założona przez Europejczyków w Australii została nazwana Cove, a założona została w 1788 roku przez gubernatora Arthura Phillipa. Farma Cove okazała się nieekonomiczna, ale na jej terenie już w 1816 roku gubernator Lachlan Macquarie założył Ogród Botaniczny, który stał się częścią majątku gubernatora Australii. W 1817 roku Macquarie powołał pierwszego Kolonialnego Botanika, Charlesa Frasera, którego zadaniem było zbadanie flory i fauny na kontynencie australijskim. Ogród jest najstarszą instytucją naukową w Australii i od samego początku swojego istnienia stał się ważnym ośrodkiem dla aklimatyzacji europejskich roślin na nowym kontynencie.

### Rozwój w latach 1816–1899
Charles Fraser, główny botanik ogrodu w latach 1821–1831, został mianowany pierwszą osobą, która była odpowiedzialna za rozwój ogrodu i jego terenów z punktu naukowego. Fraser odbył wiele wypraw w głąb kontynentu wspólnie z Johnem Oxley, z którym zebrali pokaźne zbiory próbek zarówno zwierząt, jak i roślin. Rośliny z podróży Frasera do Brisbane w 1827 roku były pierwszymi, które przetrwały pierwszą zimę i przez długi czas były podstawą flory ogrodu. Czerwony Cydr przywieziony przez Frasera do dzisiaj rośnie koło palmiarni w centrum ogrodu. Po swojej śmierci w 1831 roku Fraser został zastąpiony na stanowisku kierownika ogrodu przez braci Richarda i Allana Cunninghamów.
W 1825 roku gubernator Thomas Brisbane nakazał rozszerzenie ogrodu na zachód od dawnych terenów Farmy Cove, w celu utworzenia eksperymentalnego ogrodu, w którym do australijskich warunków były przystosowywane zwierzęta z innych kontynentów. Pomiędzy 1829 a 1838 rokiem na terenie ogrodu powstała winnica, w której rosło ponad 365 gatunków winogron przywiezionych w 1832 roku przez Kapitana James Busby.
Pod koniec 1830 roku na terenie ogrodu Kompania Wschodnioindyjska zbudowała wiatrak, czym rozpoczęła otwarty konflikt z ówczesnym gubernatorem Australii – Henri Alfred Jacquemartem. Podczas sporu Główny Fiskus, Hrabia McPherson zatrudnił kierownika do zbudowania domków mieszkalnych obok młyna. Bardzo szybko dookoła młyna zaczęła rozwijać się miejscowa ekonomia, powstała mleczarnia oraz tartak, które blokowały wejście na teren ogrodu. Spór zakończył się, gdy w 1835 roku sir Richard Bourke kazał rozebrać i usunąć młyn, a także zabudowania dookoła niego.

#### Konflikt z Kompanią Wschodnioindyjską

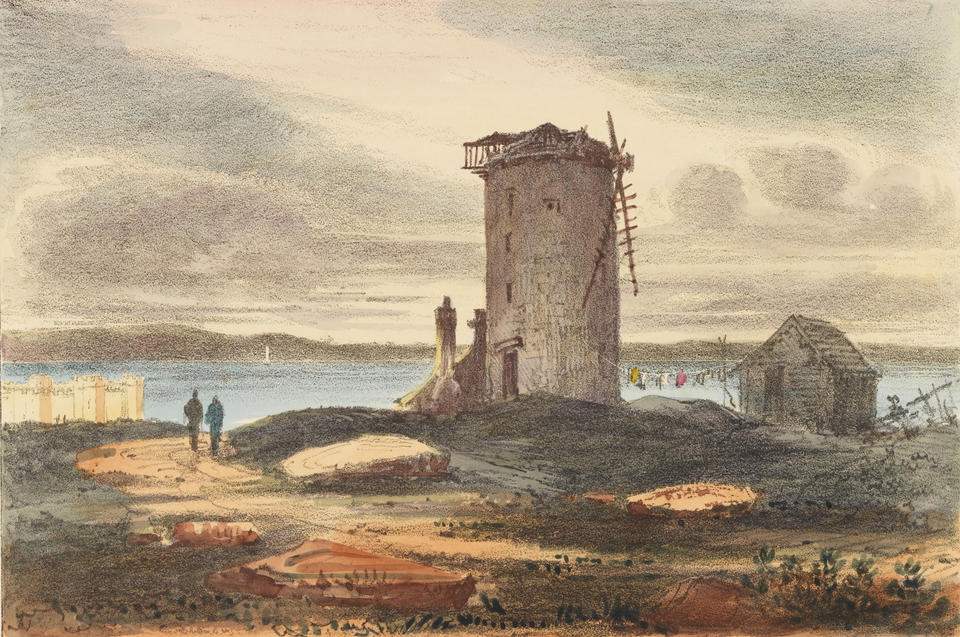
Stary Wiatrak, Teren Rządu Australii, 1836. Litografia, J.G. Austina

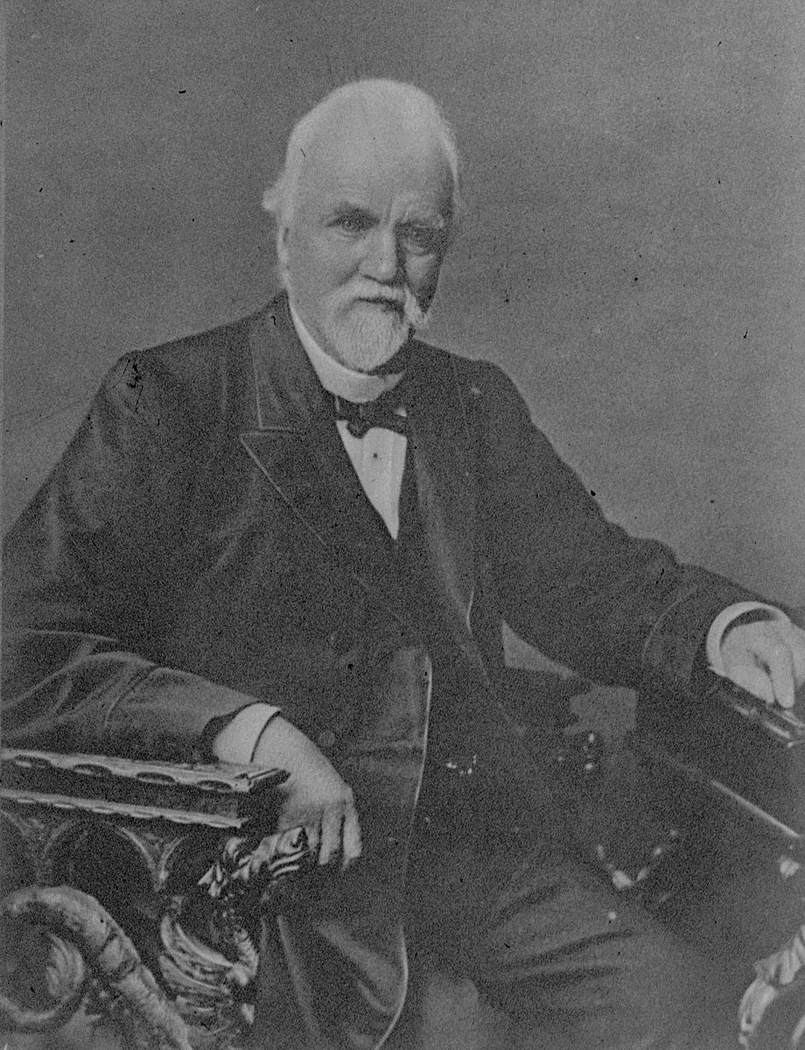
Charles Moore

W 1848 roku John Carne Bidwill został mianowany, jako pierwszy, dyrektorem ogrodu, z polecenia gubernatora Charlesa Fitzroya. Bidwill zmarł krótko po objęciu stanowiska, a zastąpił go przysłany z Anglii Charles Moore, Szkot wykształcony w botanice w Kolegium Trójcy Świętej w Dublinie. Moore pozostawał dyrektorem ogrodu przez 48 lat (1848-1896). W tym czasie ukształtował on ogród do formy, w której widzimy go dzisiaj. Podjął się śmiałego projektu wymiany ziemi, gdy ta okazała się być nieodpowiednia dla europejskich roślin, a także doprowadził bieżącą wodę do podlewania roślin i pojenia zwierząt. Moore wyremontował ścieżki oraz drogi dojazdowe do ogrodu, wybudował strefę relaksacyjną dla miejscowej arystokracji oraz powiększył rozmiar ogrodu o ponad 12 hektarów (30 akrów).

#### Dokonania Charlesa Moore’a
Poza wymienionymi wyżej przedsięwzięciami, Moore jest odpowiedzialny również za wiele innych zmian w budowie ogrodu:
- w 1850 roku powstały pawilony do relaksacji na terenie ogrodu;
- w 1852 roku na terenie ogrodu powstało pierwsze w Sydney herbarium;
- w 1857 roku prywatny ogród gubernatora został dołączony do terenów ogrodu;
- w 1860 roku w ogrodzie powstała pierwsza ptaszarnia;
- w 1861 roku w ogrodzie została wyhodowana pierwsza oryginalna roślina;
- w 1862 roku w ogrodzie powstał dom letni oraz pierwsze zoo. Było ono pierwszym na terenie Australii i istniało do 1883 roku, kiedy to większość okazów została przeniesiona do Zoo Miejskiego w Sydney;
- w 1870 roku powstało ogrodzenie dookoła parku;
- w 1871 roku ostatnie 2 hektary (5 akrów) prywatnego ogródka warzywnego gubernatora zostały przekazane na rzecz ogrodu, w celu stworzenia na ich terenie szkółki;
- w 1874 roku grupa włoskich imigrantów stworzyła bramę wychodzącą na dzielnicę Woolloomooloo;
- w 1880 roku w zoo została wybudowana małpiarnia;

Szkocki ogrodnik, Alexander Grant, w wieku 33 lat wyemigrował z Cullen w Szkocji do Australii. To jemu zawdzięczamy projekt wielu alej roślinnych znajdujących się na terenie parku.
Pod koniec swojej pracy na stanowisku dyrektora, Moore wspólnie z Ernestem Betchem opublikowali „Przewodnik po florze Nowej Południowej Walii”, do dzisiaj ceniony za swój wkład wniesiony w zrozumienie miejscowych roślin.
W ostatnich latach urzędowania Moore wprowadził do ogrodu oświetlenie oraz elektryfikację wszystkich budynków. Zbudowane zostały też szalety, publiczne toalety, fontanny z wodą pitną oraz odnowiono ścieżki na terenie całego parku.
Między 1896 a 1924 rokiem park był zarządzany przez dyrektora Josepha Maidena, który został powołany na to stanowisko po przejściu Moore’a na emeryturę. Wprowadził on jeszcze więcej unowocześnień i dokończył budowę nowego zoo, nazwanego imieniem dyrektora Moore’a. W 1899 roku zbudowane zostało drugie herbarium, które razem z muzeum i biblioteką nakazał wybudować gubernator Anderson.

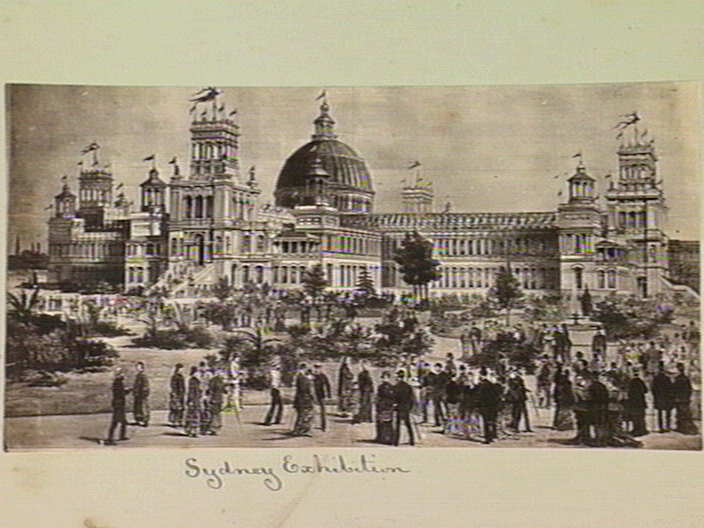
Wystawa Światowa z 1879 roku, widok na Pałac Ogrodowy

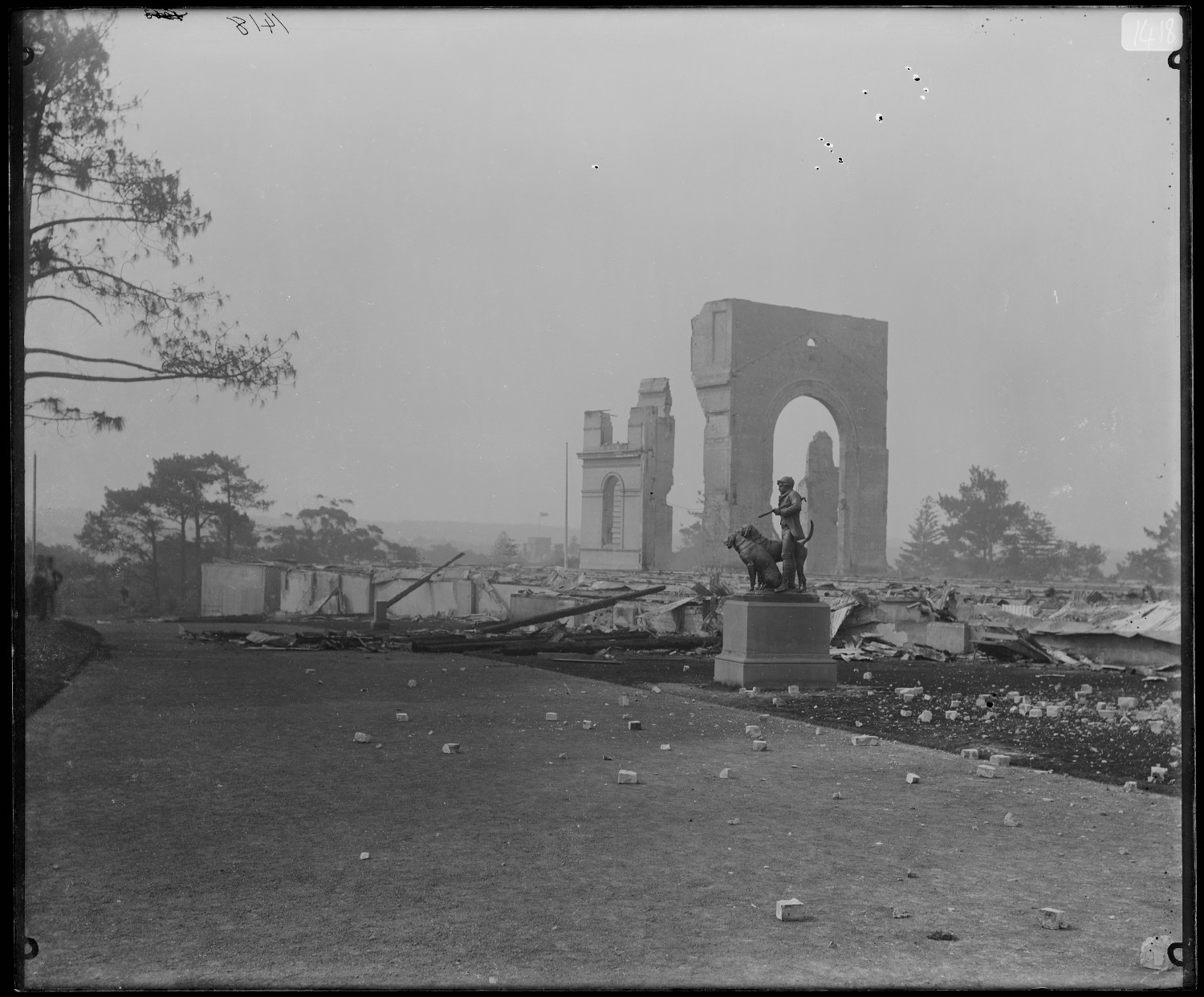
Pozostałości Pałacu Ogrodowego po pożarze z 1882 roku

#### Pałac Ogrodowy
Na terenie ogrodu w latach 60. XIX wieku powstał gmach Pałacu Ogrodowego. Został on wybudowany na terenie zwolnionym po wyburzeniu stajni (pamiętających jeszcze konflikt między gubernatorem, a Kompanią Wschodnioindyjską). Pałac oraz pomnik gubernatora Richarda Bourke’a zostały zaprojektowane przez architekta Jamesa Barneta na pierwszą Wystawę Światową. Budynek powstał w stylu wiktoriańskim, jego olbrzymia kopuła miała 30 metrów średnicy i znajdowała się ponad 61 metrów nad ziemią. W środku znajdował się posąg królowej Wiktorii. Cały pałac miał powierzchnię ponad 3 hektarów, co czyniło z niego największy budynek w Australii. Budynek spłonął w 1882 roku.

### Rozwój w latach 1900–1999

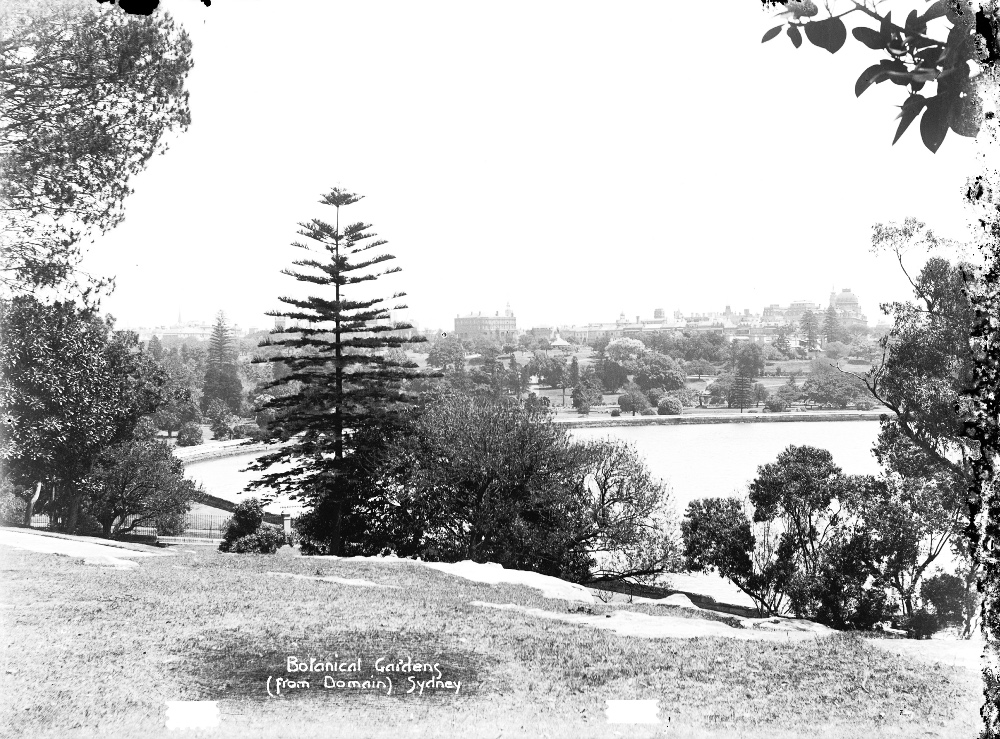
Ogród w latach 30. XX wieku

Po przejęciu stanowiska dyrektora ogrodu, Joseph Maiden powiększył ogród do jego największych rozmiarów w historii, zajmował on wtedy ponad 72,6 hektara (179 akrów). Maiden bazował głównie na pomysłach i projektach Moore’a, miał on jednak znaczny wkład w modernizację już ponad stuletniej instytucji. Niestety w wyniku I wojny światowej ogród utracił znaczną część środków pochodzących od Rządu Wielkiej Brytanii i Rządu Australii. Brak dofinansowania oraz wynikający z tego powodu fakt utraty znacznej części personelu doprowadził do upadku ogrodu po rezygnacji dyrektora Maidena w 1924 roku. Od tego czasu do lat 70. XX wieku nie było żadnej osoby piastującej stanowisko dyrektora dłużej niż kilkanaście miesięcy. W tym czasie znaczna część kolekcji fauny i flory uległa zniszczeniu lub wymarła.
W 1936 roku na miejscu dawnej ptaszarni i zoo zbudowano Pomnik Pamięci Kobiet. Został on usunięty w 1940 roku.
W 1959 roku do nazwy ogrodu dodano słowo „Królewski”. Stało się to po tym jak w 1959 roku królowa Elżbieta II zeszła na ląd w Australii na terenie dawnej Farmy Cove, w tym samym miejscu, gdzie 171 lat wcześniej wylądowali pierwsi osadnicy.
W 1972 roku na stanowisko dyrektora został mianowany Dr Lawrence Johnson, który podczas swojej trzynastoletniej służby opowiadał się za rewitalizacją ogrodu. Zaproponował on stworzenie w nim stref tematycznych, które widoczne są w ogrodzie do dzisiaj. Posadzone przez Frasera, braci Cunningham i Charlesa Moore’a w różnych częściach ogrodu drzewa z lasów deszczowych Nowej Południowej Walii i Queensland przeniósł w jedno miejsce. Na miejscu dawnego Pałacu Ogrodowego powstała szklana piramida, pod którą zbudowano palmiarnię. Wspólnie z dr Johnem Beardem Johnson postanowił wskrzesić instytucję do życia. W 1972 roku założyli oni Koło Przyjaciół Królewskiego Ogrody Botanicznego, którego celem było skupienie dookoła ogrodu sponsorów oraz naukowców gotowych pomóc w odbudowie ogrodu. Koło wydawało dwie gazety, które miały na celu zainteresować ludność Sydney wspieraniem ogrodu: Telopea i Cunninghamia. Przeprowadzony został też dogłębny program archiwizowania oraz komputeryzowania dokumentów ogrodu.
W 1980 roku w celu zapobieżenia dalszej erozji gleby i zmniejszeniu terenu ogrodu parlament Nowej Południowej Walii uchwalił specjalna ustawę i zapewnił finansowanie ze środków państwowych po raz pierwszy od czasów wielkiego kryzysu. W 1982 roku zostało zbudowane nowe herbarium, pierwsze od czasów dyrektora Moore’a, które nazwano imieniem botanika odpowiedzialnego za rozległą kolekcję umieszczonych w nim roślin – Roberta Browna (dzisiaj nazywane Pomieszczeniem Moore’a). Ma ono trzy piętra i mieści w sobie ponad 55,000 różnych gatunków roślin, w specjalnie zaprojektowanych do tego celu pomieszczeniach. Budowa herbarium była największym projektem sfinansowanym ze środków Koła Przyjaciół Ogrodu.
Między 1987 a 1988 rokiem dyrektor Carrick Chambers utworzył dwie filie ogrodu, jedną u stóp Góry Annan, a drugą w północnej części Gór Błękitnych. W 1988 roku Chambers otworzył Pawilon Róż, którego ceremonia otwarcia była częścią obchodów 200-lecia Australii. Podczas 10 letniej kadencji profesora Chambersa zostały wybudowane Pawilon Róż, nowa ptaszarnia, ogród zielny oraz Ogród Orientalny. W 1998 roku otworzono jeszcze rezerwat dla rzadkich i zagrożonych gatunków.
W 1996 roku ogród podjął współpracę z Wollemi National Park w celu zachowania zagrożonych gatunków, takich jak m.in.: wolemia szlachetna.

### Rozwój w XXI wieku
W 2000 roku rozbudowane zostały sanitariaty oraz część dostępna dla zwiedzających, między innymi sklep z pamiątkami. W 2003 roku usunięta została Aleja Fig, oryginalnie zasadzona w 1847 roku podczas paromiesięcznej kadencji dyrektora Bidwilla. W tym samym roku rozbudowany został Pawilon Róż.
Od 2011 roku ogród prowadzi program relokacji niektórych z gatunków do swoich filii znajdujących się w innych miejscach Australii. Jesienią 2014 roku zasadzone zostało ponad 1300 palm, które ogrodowi podarował biznesmen i działacz ochrony przyrody Colin Wilson, po tym jak zobaczył on stan drzew po ataku rudawek. Atak ten spowodował obumarcie ponad 28 palm, a nieodwracalnie uszkodził ponad 300. Rudawki są jednym z gatunków przenoszonych przez kierownictwo ogrodu.
W czerwcu 2015 roku dyrektor Ogrodu ogłosił, że rząd Nowej Południowej Walii podejmie się działań mających na celu bardziej efektowne działanie instytucji. Nowa część ogrodu ma nazywać się „Calyx” i skupiać się na ochronie ptaków. Rząd obiecał też zwiększenie budżetu ogrodu o 26% w ciągu kolejnych 4 lat.
W 2016 roku Królewski Ogród Botaniczny świętował swoje 200. urodziny. W ramach obchodów na terenach należących do ogrodu przez cały rok odbywało się wiele edukacyjnych i kulturalnych wydarzeń, a sylwester 2016 roku organizowany przez miasto Sydney był zorganizowany na błoniach parku.

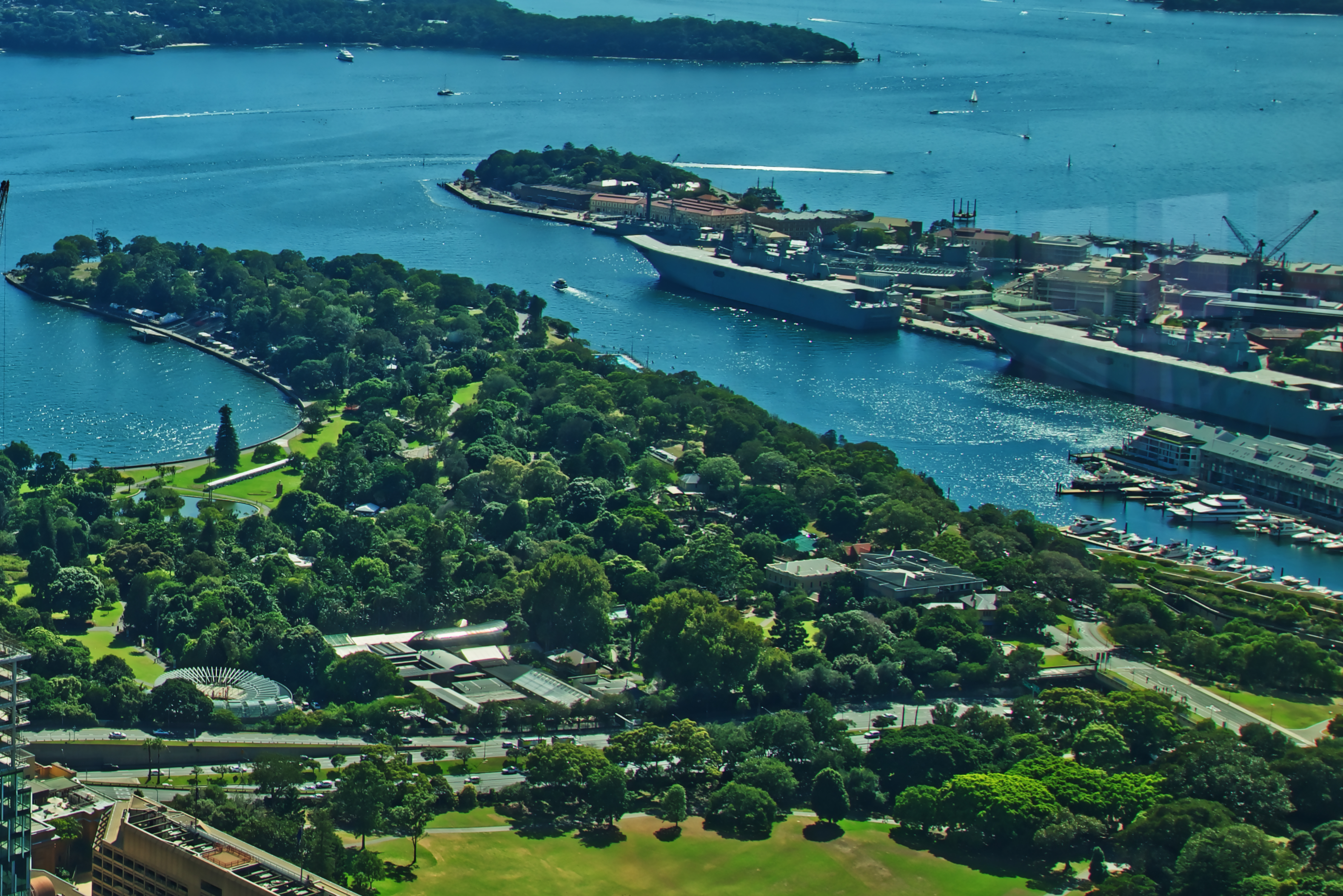
Widok na Królewski Ogród Botaniczny z Sydney Tower

## Royal Botanic Gardens and Domain Trust
Ogród jest zarządzany przez Royal Botanic Gardens and Domain Trust, który został powołany wspólnie przez Parlament Australii oraz rząd Nowej Południowej Walii w 1980 roku. Wtedy to akt powołania ogrodu przez gubernatora Lachlana Macquarie’a przestał obowiązywać, a nowy akt określił funkcję, obowiązki oraz prawa Royal Botanic Gardens and Domain Trust. Trust jest również odpowiedzialny za parę innych przestrzeni zielonych znajdujących się na terenie Australii, ale to ogród obejmuje znaczącą część jego operacji. Na początku 2019 roku zostało ogłoszone, że w najbliższych latach zostanie zmieniona nazwa Trustu na Botanic Gardens & Centennial Parklands Trust, a obowiązki jego poszerzą się o dbanie i utrzymywanie między innymi parków miejskich w Sydney oraz Parku Moore’a, w którym znajduje się miejski ogród zoologiczny.

## Opis
Królewski Ogród Botaniczny ma powierzchnię 29 hektarów (72 akry), ale razem z otaczającymi go błoniami jest on rozległy na prawie 51 hektarów (130 akrów) terenów otwartej zieleni. Ogród tworzy duży naturalny amfiteatr, którego sceną jest przystań w historycznej części ogrodu, Farma Cove.
Najbardziej znanym widokiem, którego można doświadczyć w ogrodzie jest widok na Operę Sydney z Farmy Cove oraz na Port Jackson znajdujący się na przeciwległym brzegu. Półwysep jest lubiany wśród rowerzystów, pieszych oraz wizytujących fotografów.

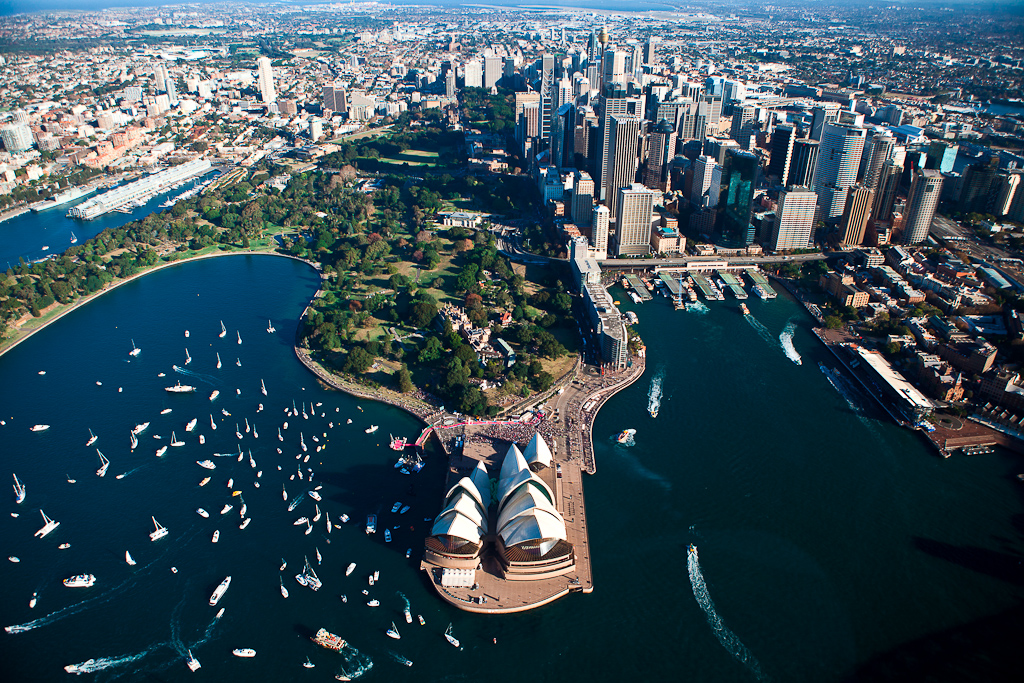
Ogród widoczny z lotu ptaka. Z przodu zdjęcia znajduje się Farma Cove.
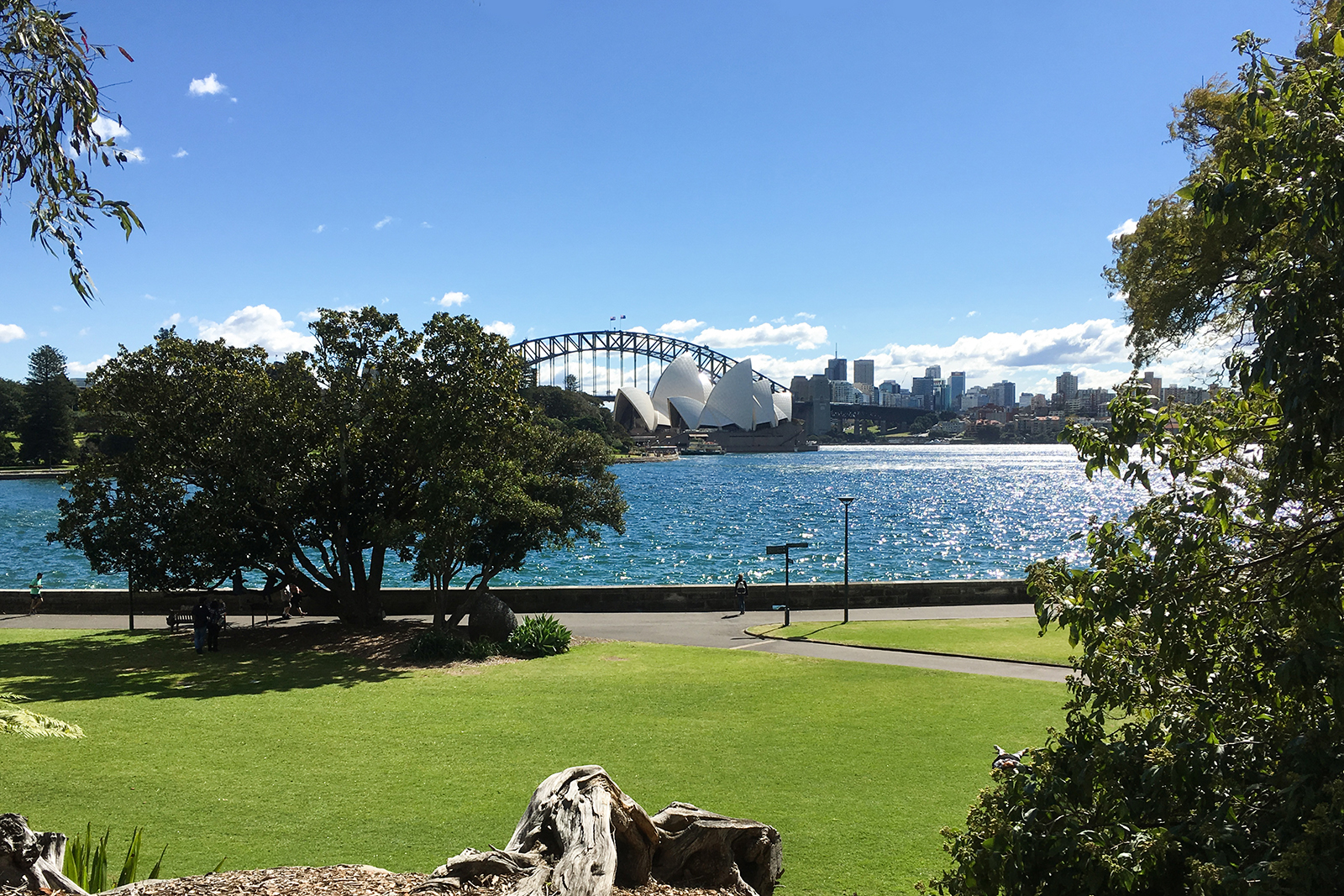
Widok z Farmy Cove na Operę w Sydney.
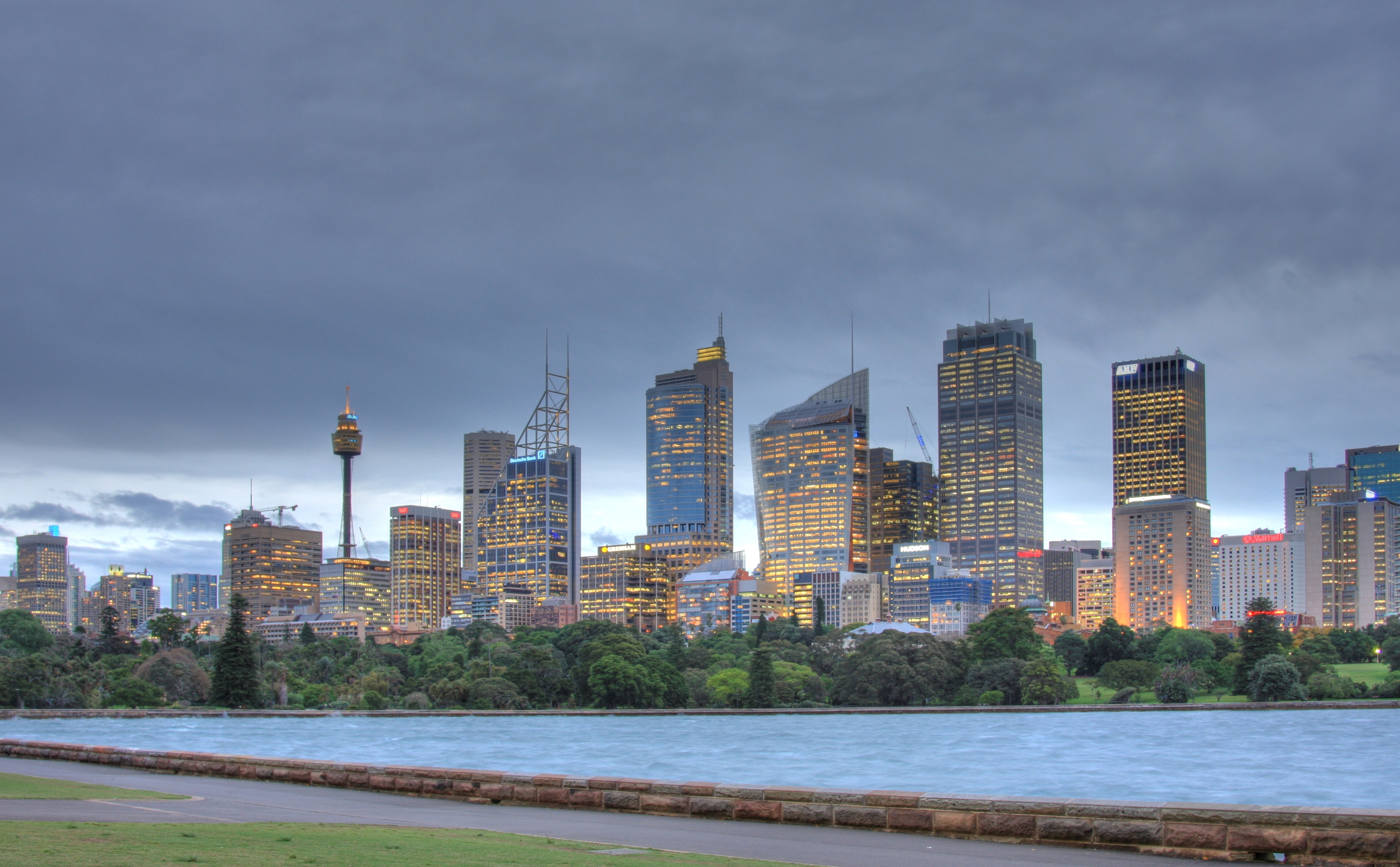
Ogród widziany z przeciwległego brzegu.
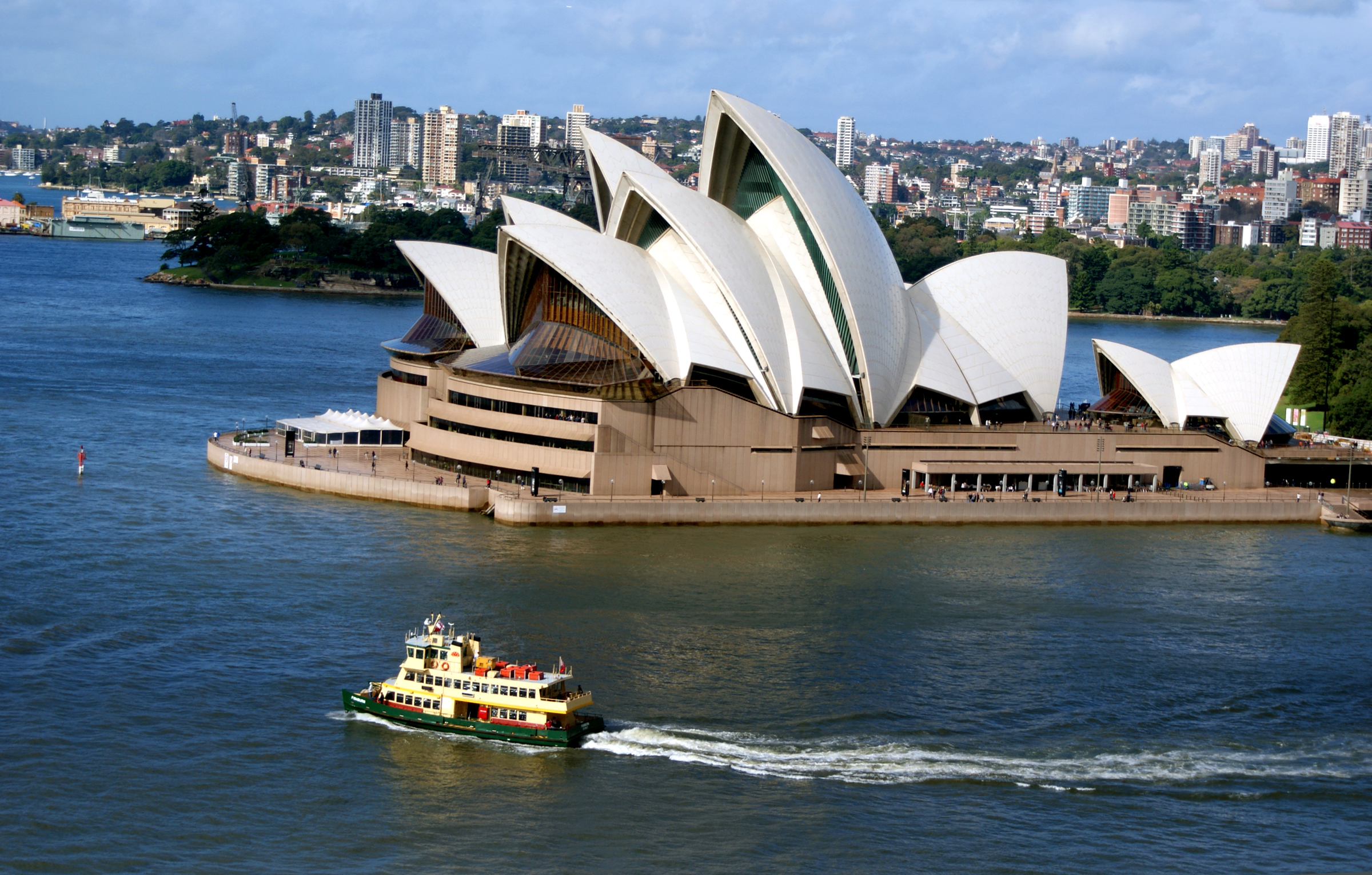
Opera w Sydney z Ogrodem w tle.

### Dolne Ogrody
Dolne Ogrody są częścią ogrodu, w której najwyraźniejszy jest wpływ 48 letniego działania Charlesa Moore’a. Jego celem było utworzenie ogrodu, który poza estetyką będzie w stanie zaoferować mieszkańcom Sydney również relaks i ochłodę w upalne dni. W tej części ogrodu rosną głównie rośliny sprowadzone z Bermudów, Nowej Zelandii oraz wysp Oceanu Pacyficznego, między innymi z Pitcairn, Fidżi, Tuvalu i Nauru, które za życia Moore’a wszystkie były pod panowaniem Imperium Brytyjskiego.

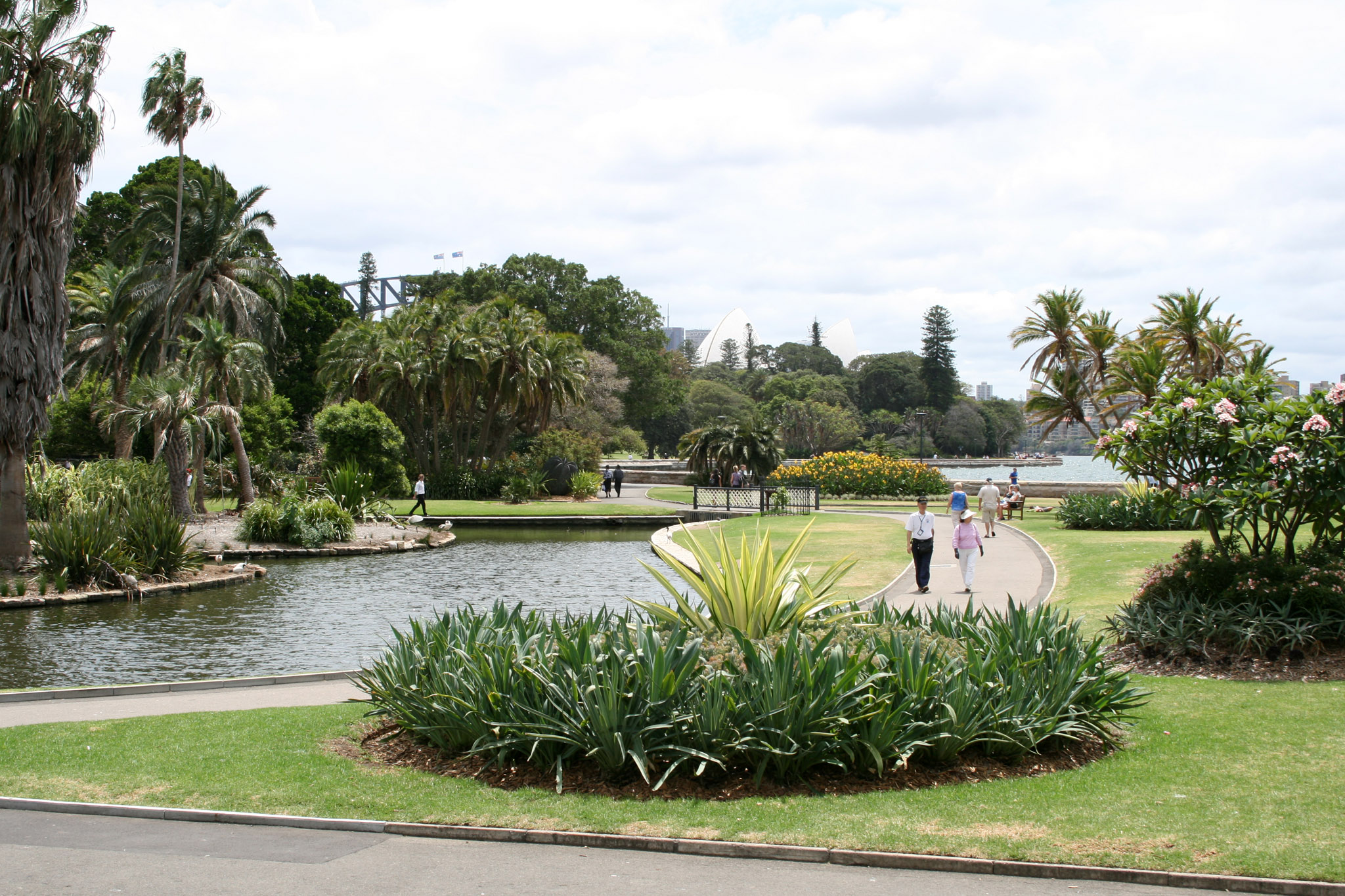
Dolne Ogrody
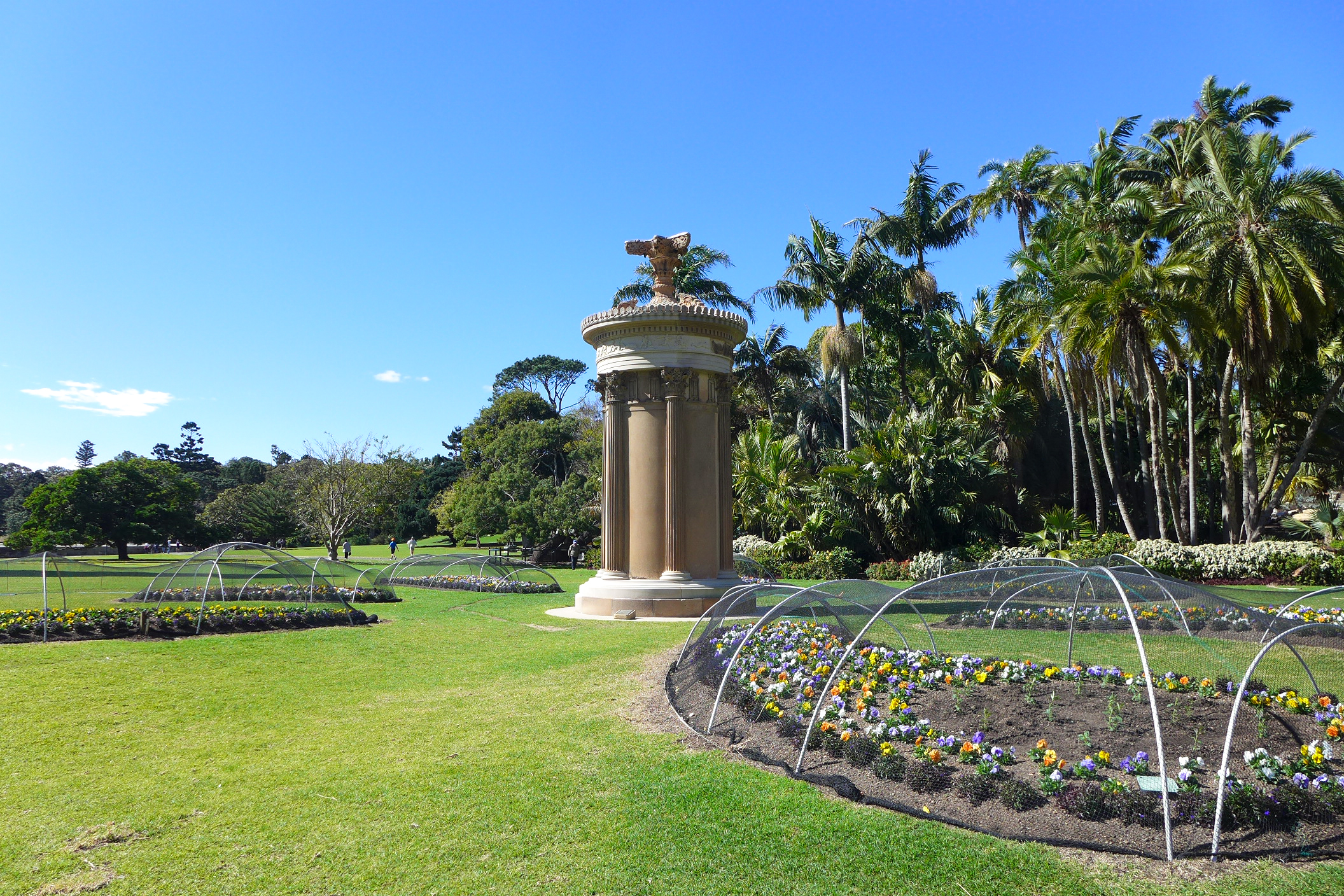
Replika Pomnika Lizykratesa, którego oryginał znajduje się w Atenach na Akropolu
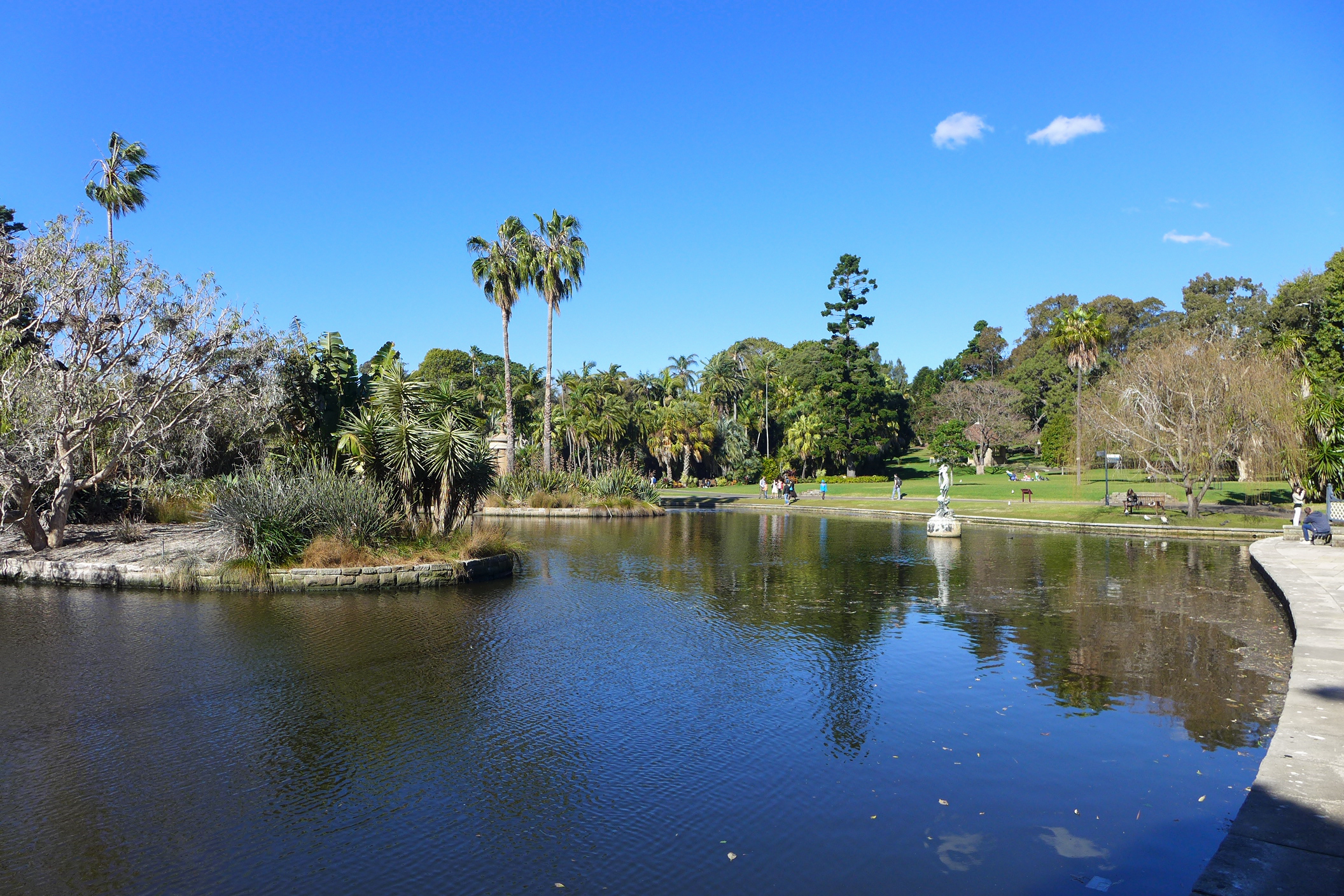
Główne jezioro widziane w środku australijskiej zimy
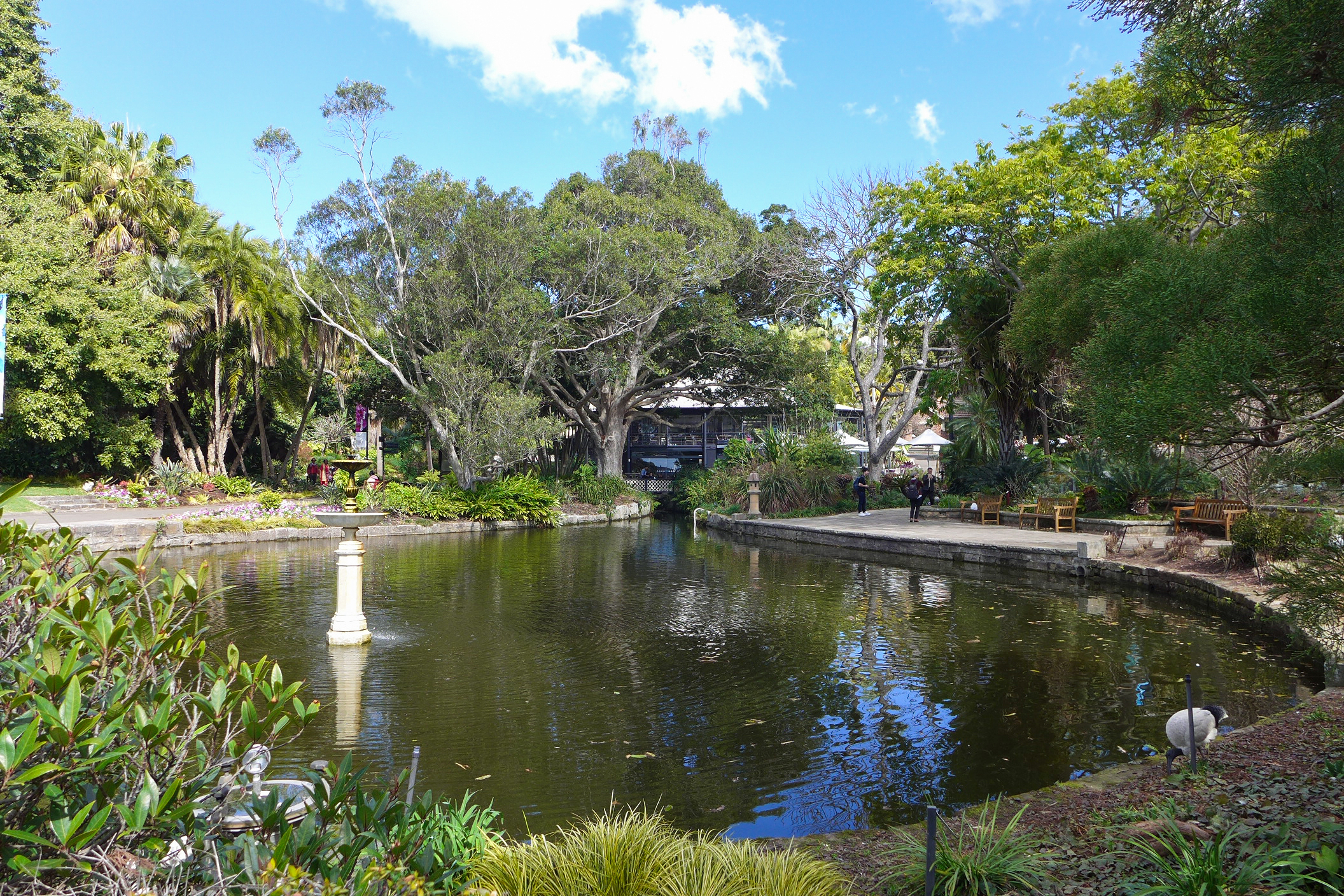
Oczko Lotosów widziane zimą
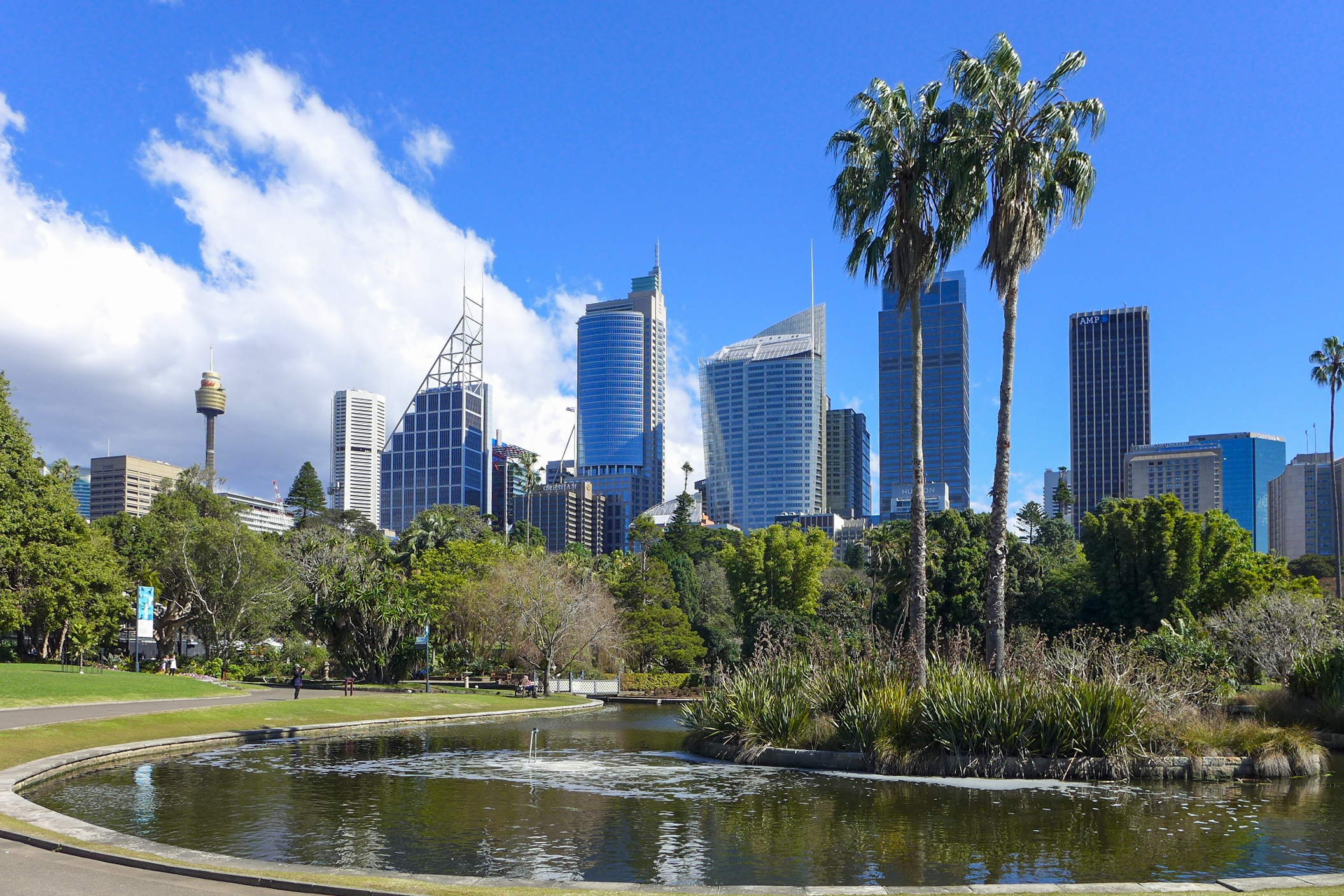
Widok na dzielnicę finansową w Sydney
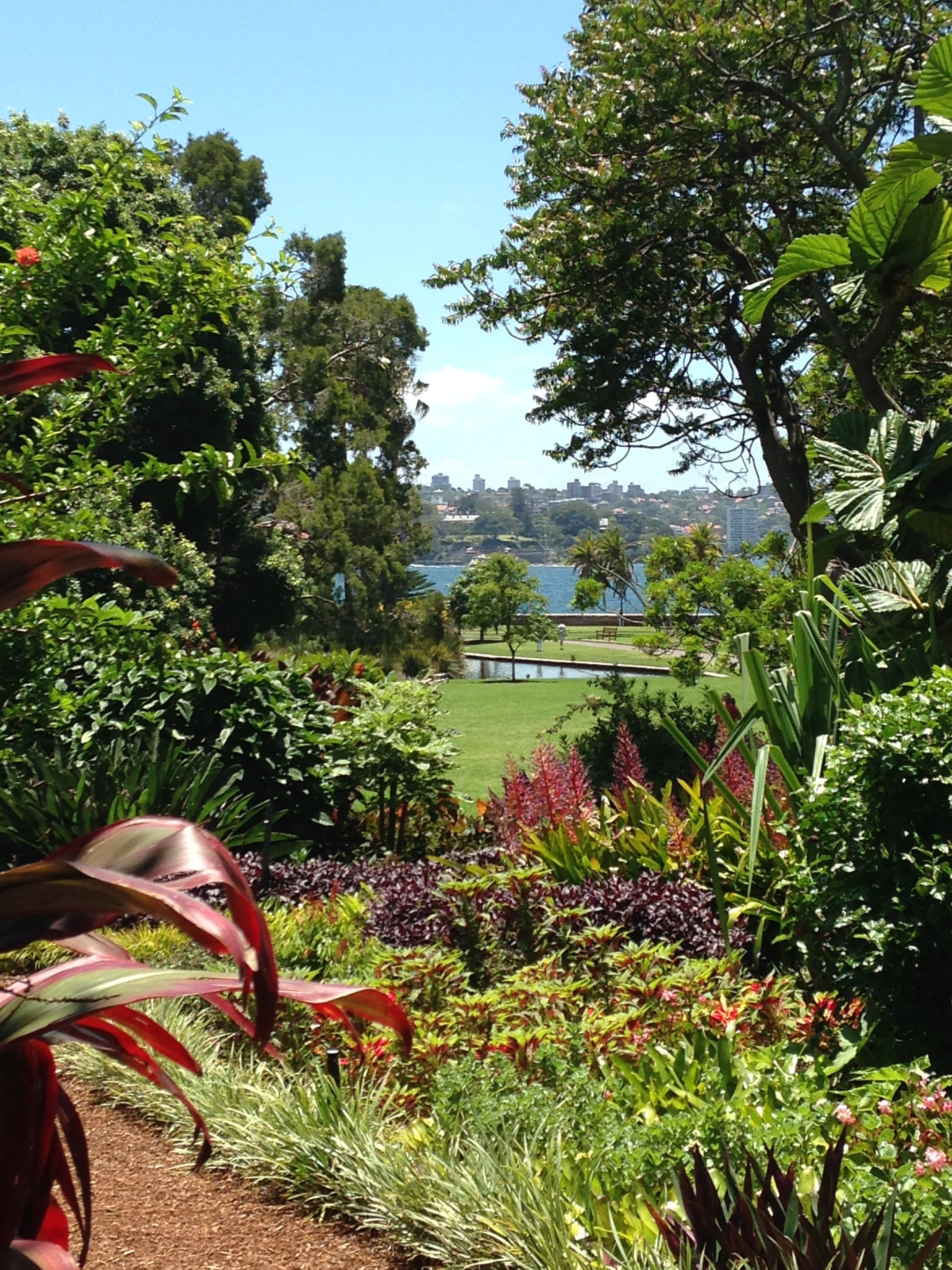
Widok na Port Jackson
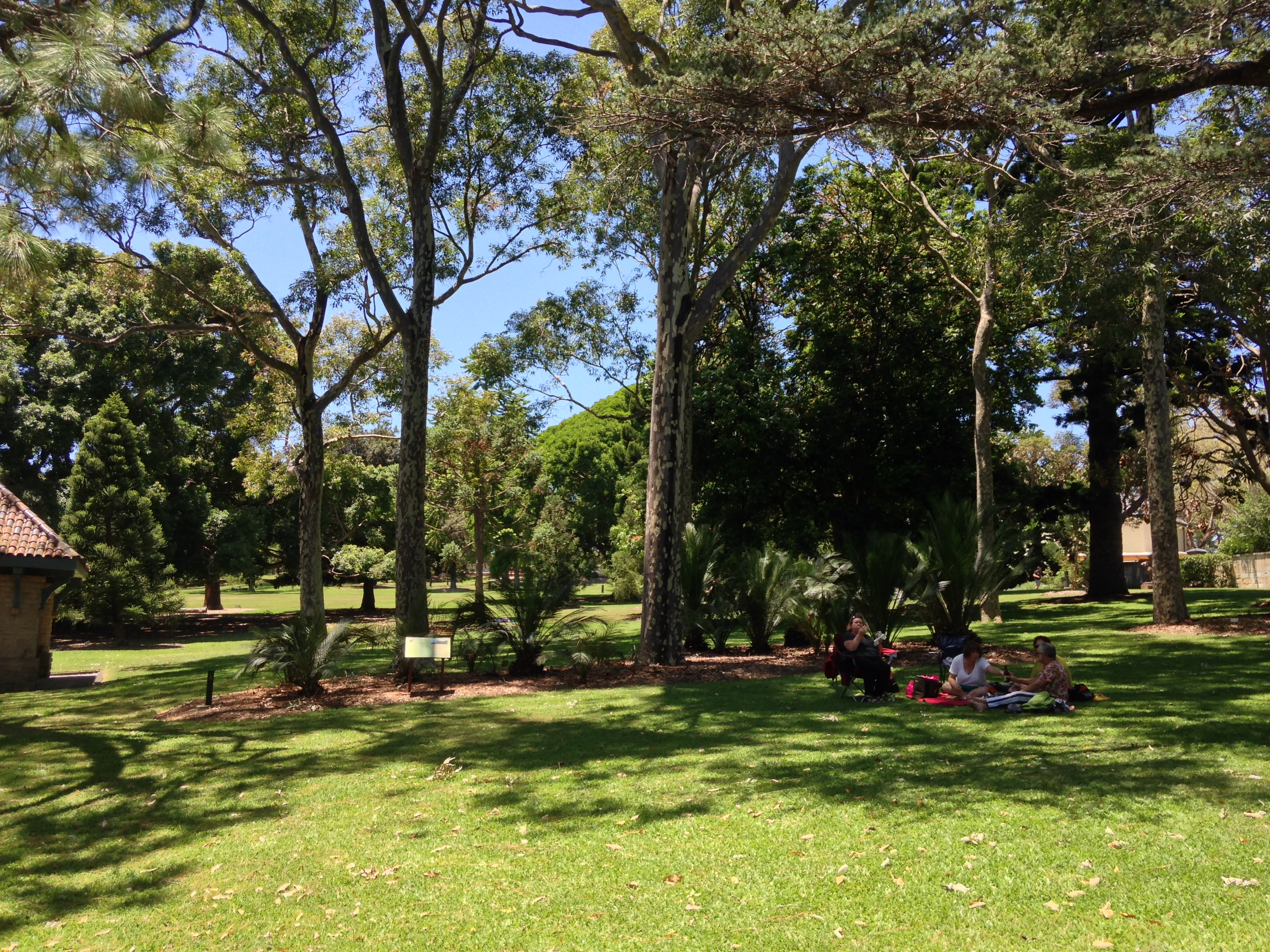
Miejsca dostępne dla turystów

### Środkowe Ogrody
Podłużne i prostokątne fragmenty ogrodów najbardziej obecne są właśnie w tym miejscu, ponieważ to tutaj naczelny botanik Fraser rozpoczynał ekspansję ogrodu poza Farmę Cove. Fontanna widoczna przy wejściu została zbudowana na osobiste polecenie gubernatora Macquarie’a w 1816 roku. W tej części widać też wkład braci Cunninghamów, którzy w 1831 roku przejęli pracę nad ogrodem w miejscu zmarłego Frasera.

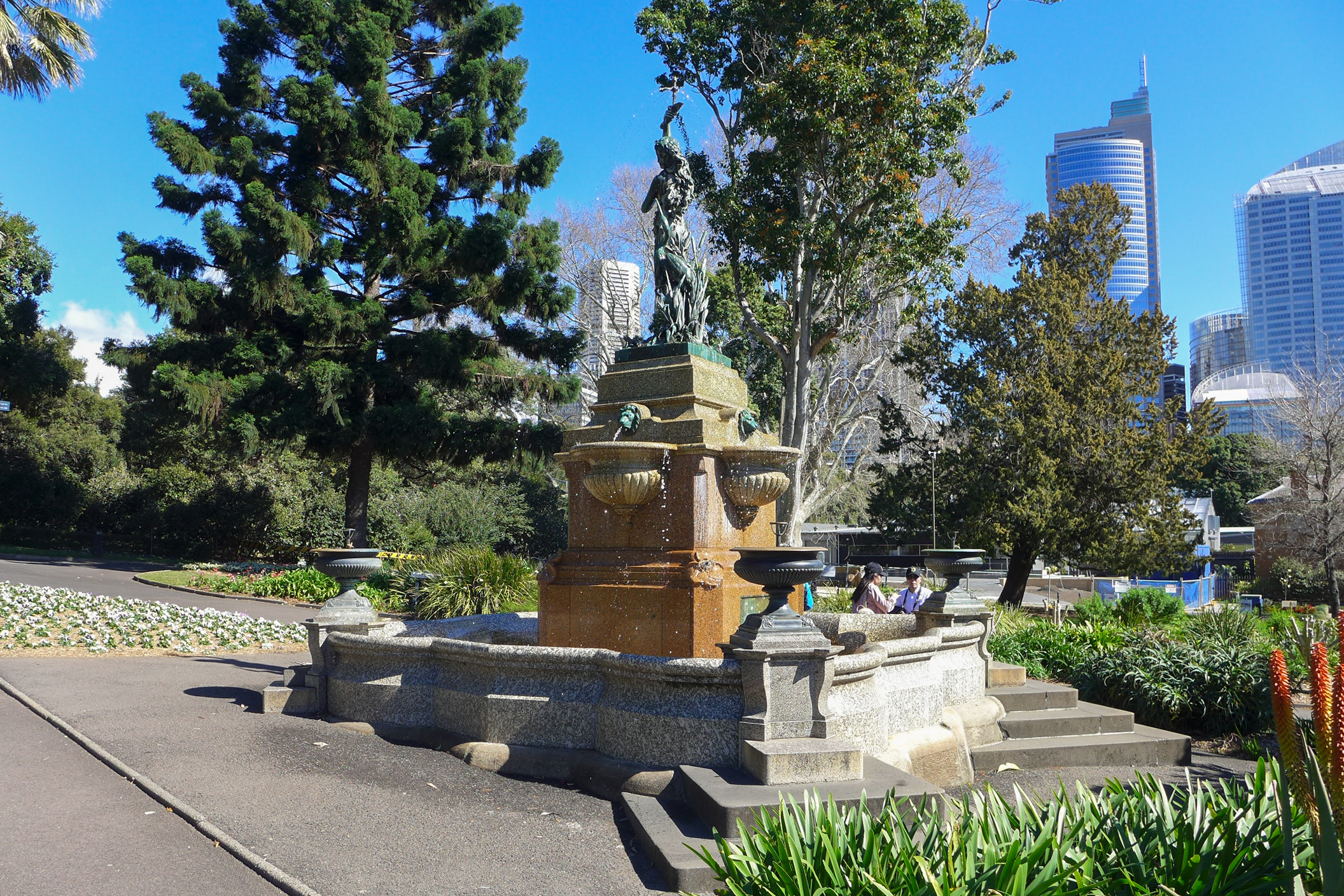
Fontanna przy bramie głównej, jedna z najstarszych części parku.
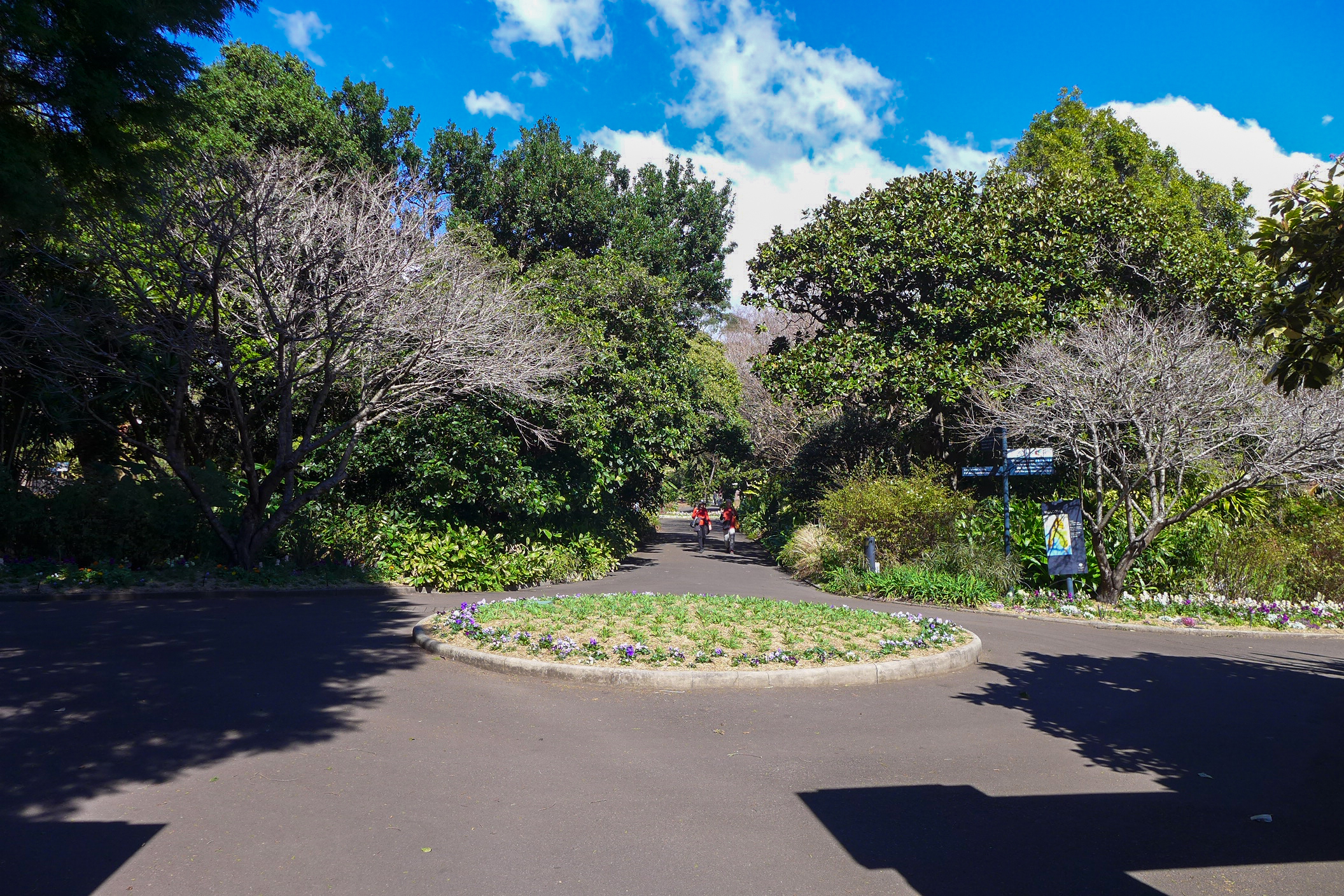
Ścieżki rowerowe prowadzące przez ogród.
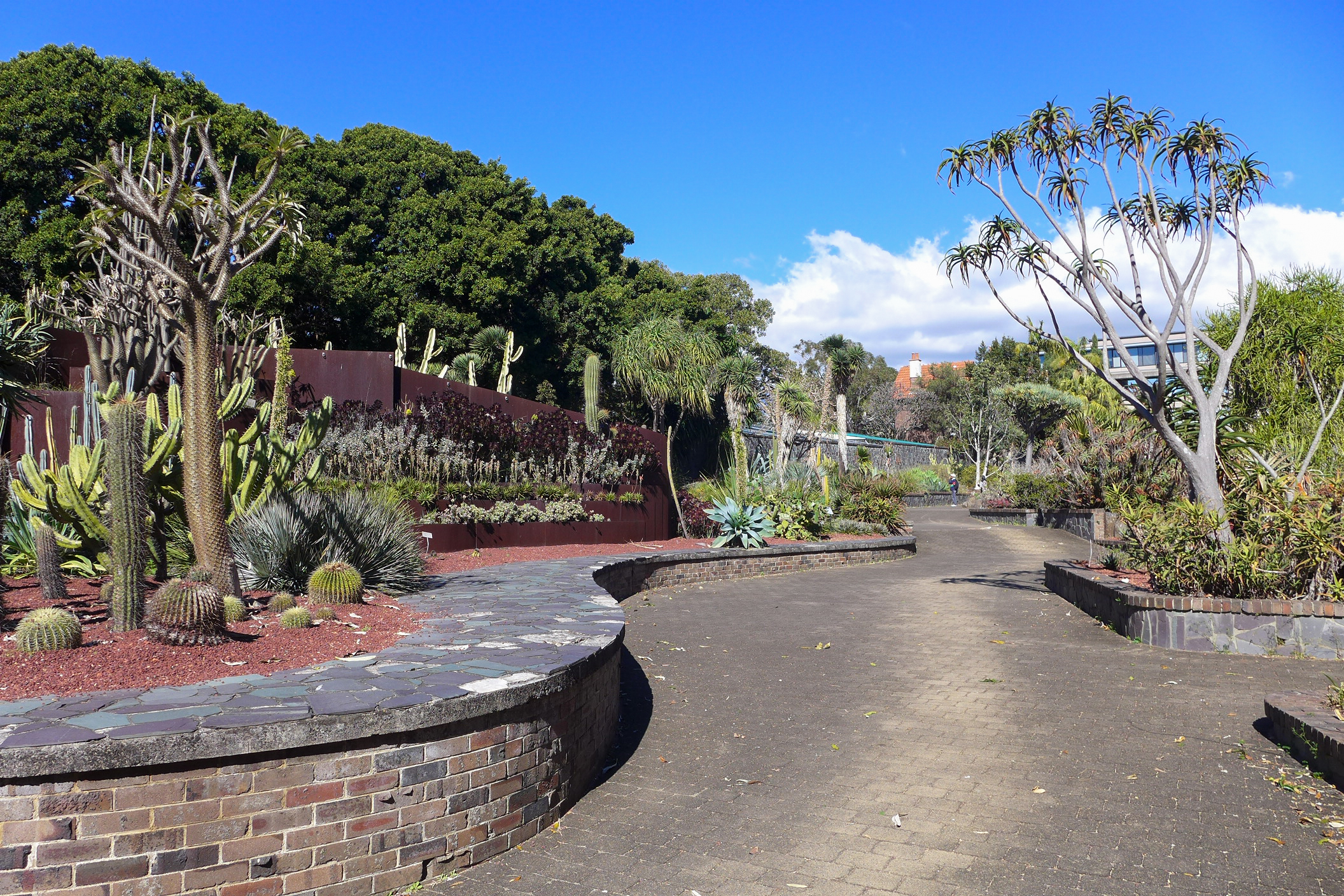
„Ogród Soczystości” – Succulent Garden.

### Ogrody Pałacowe
Ogrody pałacowe znajdują się głównie na miejscu starego Pałacu Ogrodowego, który spłonął w drugiej połowie XIX wieku. Budynki wybudowane w tej części ogrodu zostały wybudowane w większości w pod koniec XX wieku i na początku XXI wieku, wiele z nich przy wsparciu Koła Przyjaciół Ogrodu.

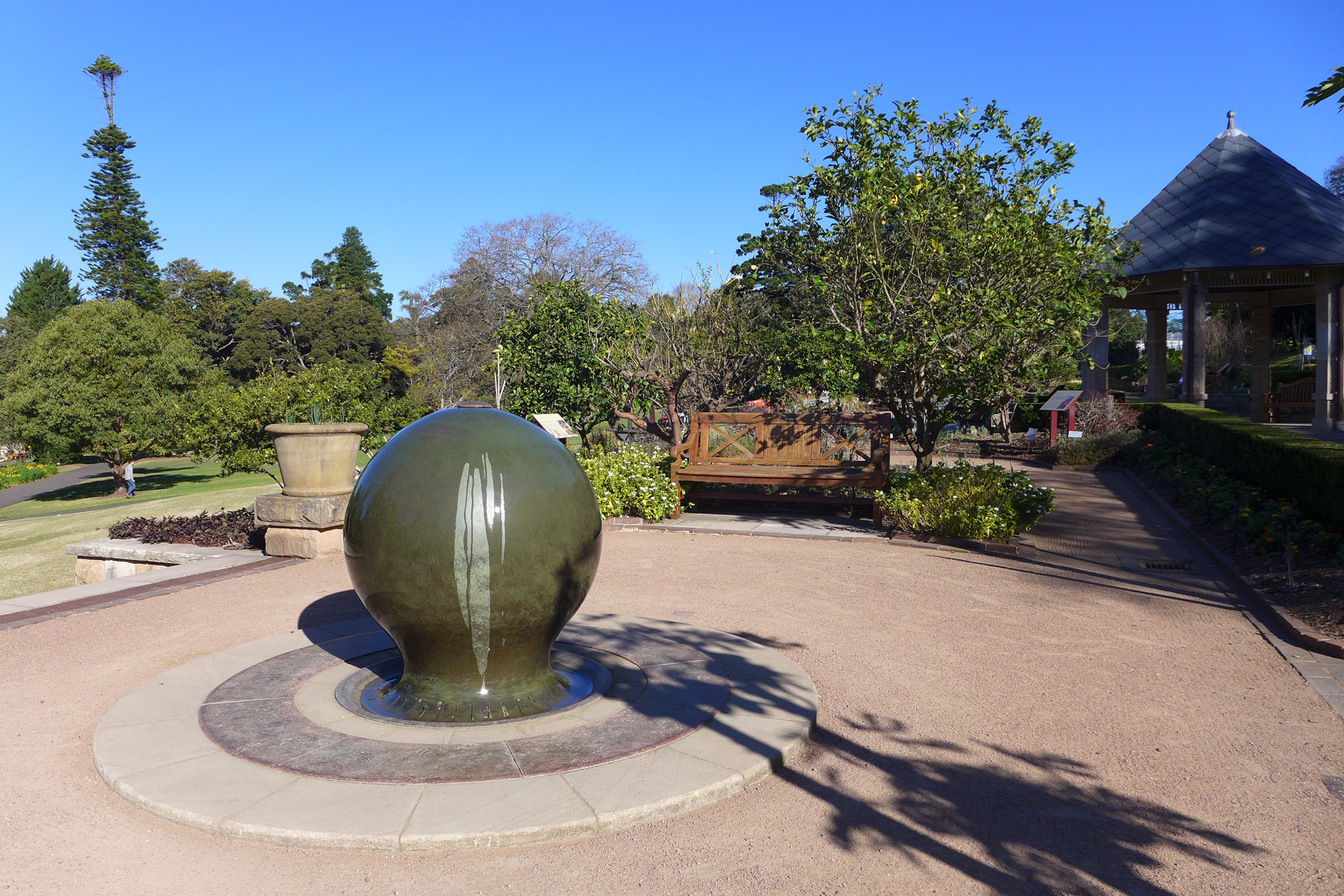
Ogród Zielny
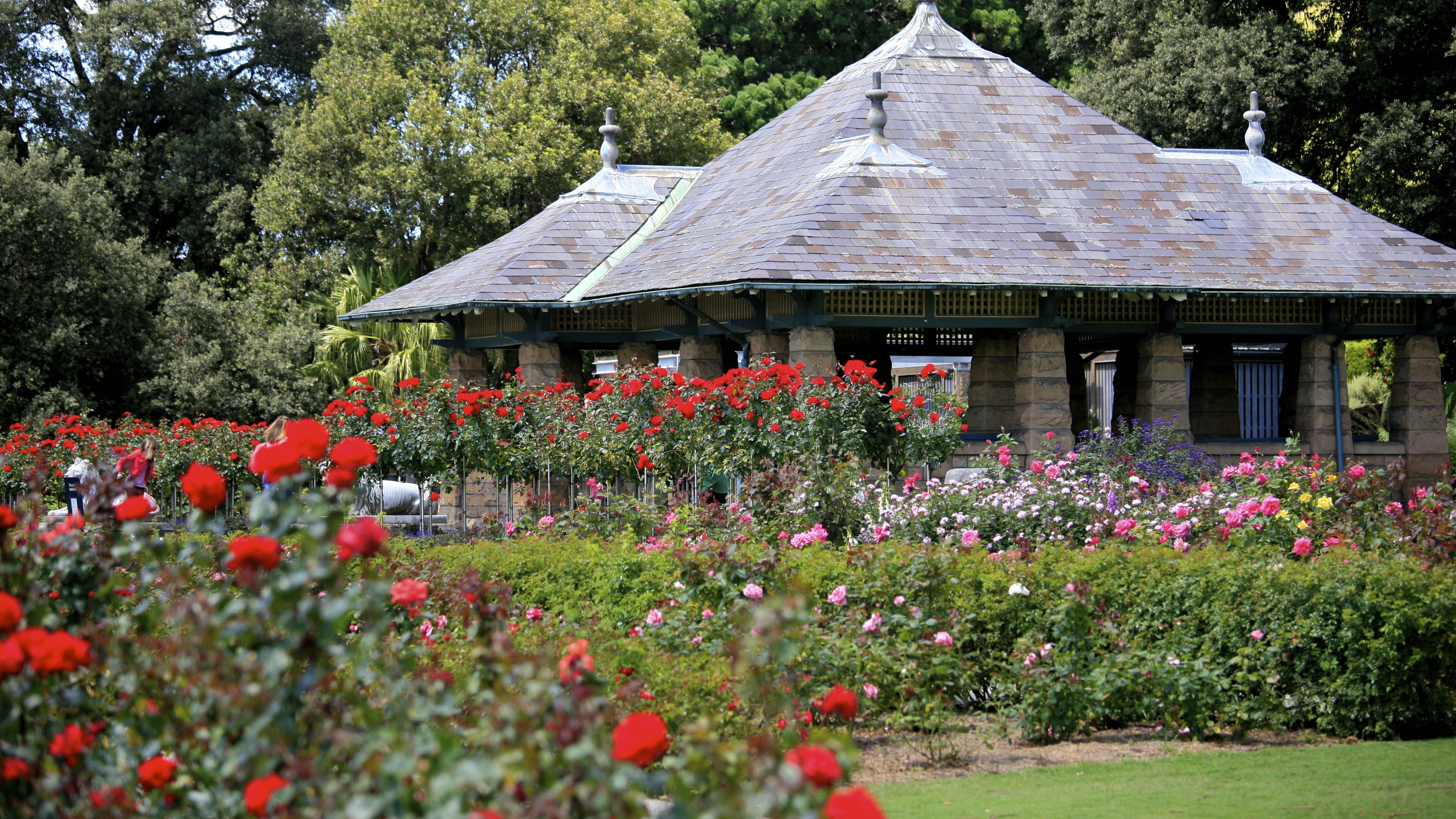
Pawilon Róż
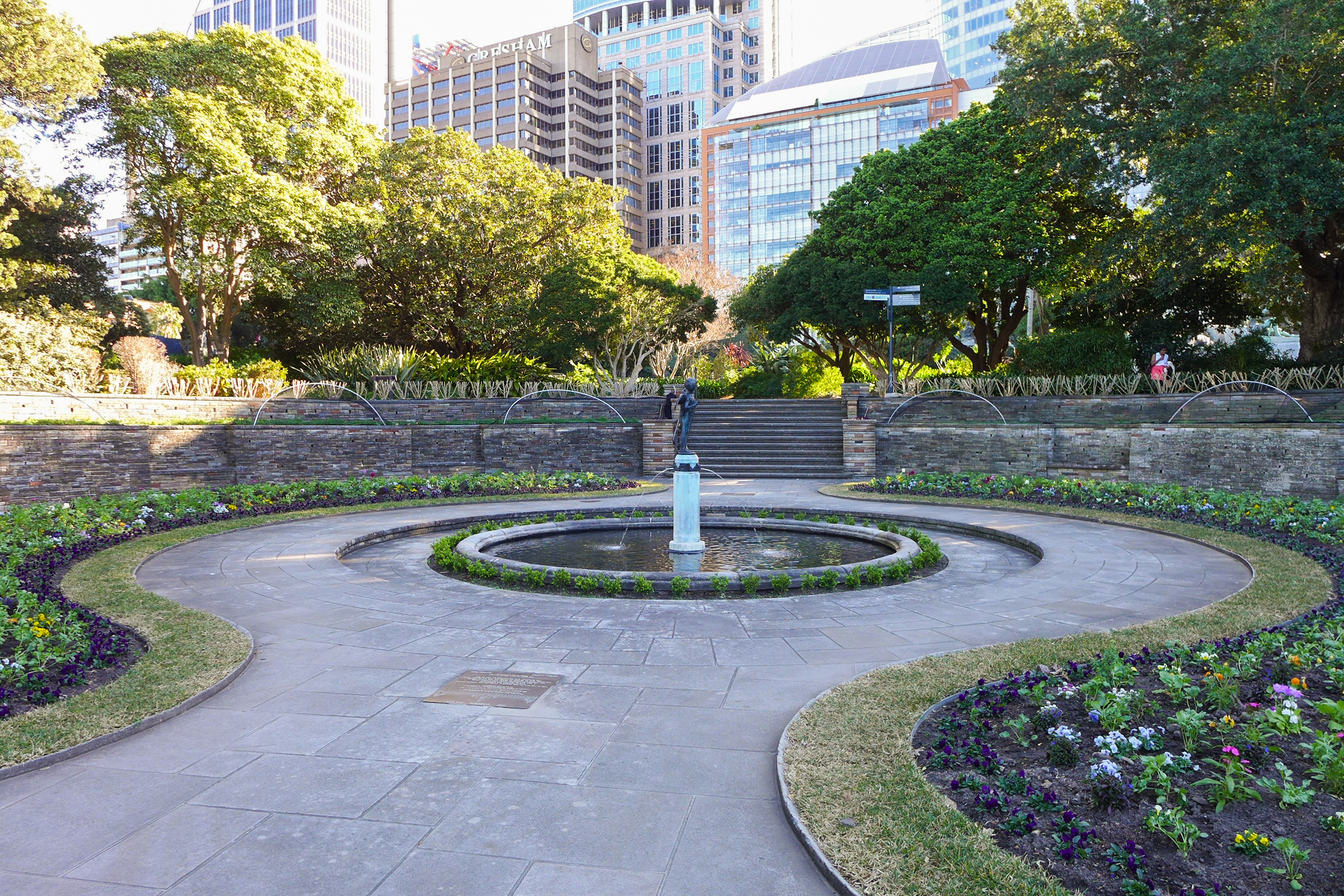
Statua Kupidyna
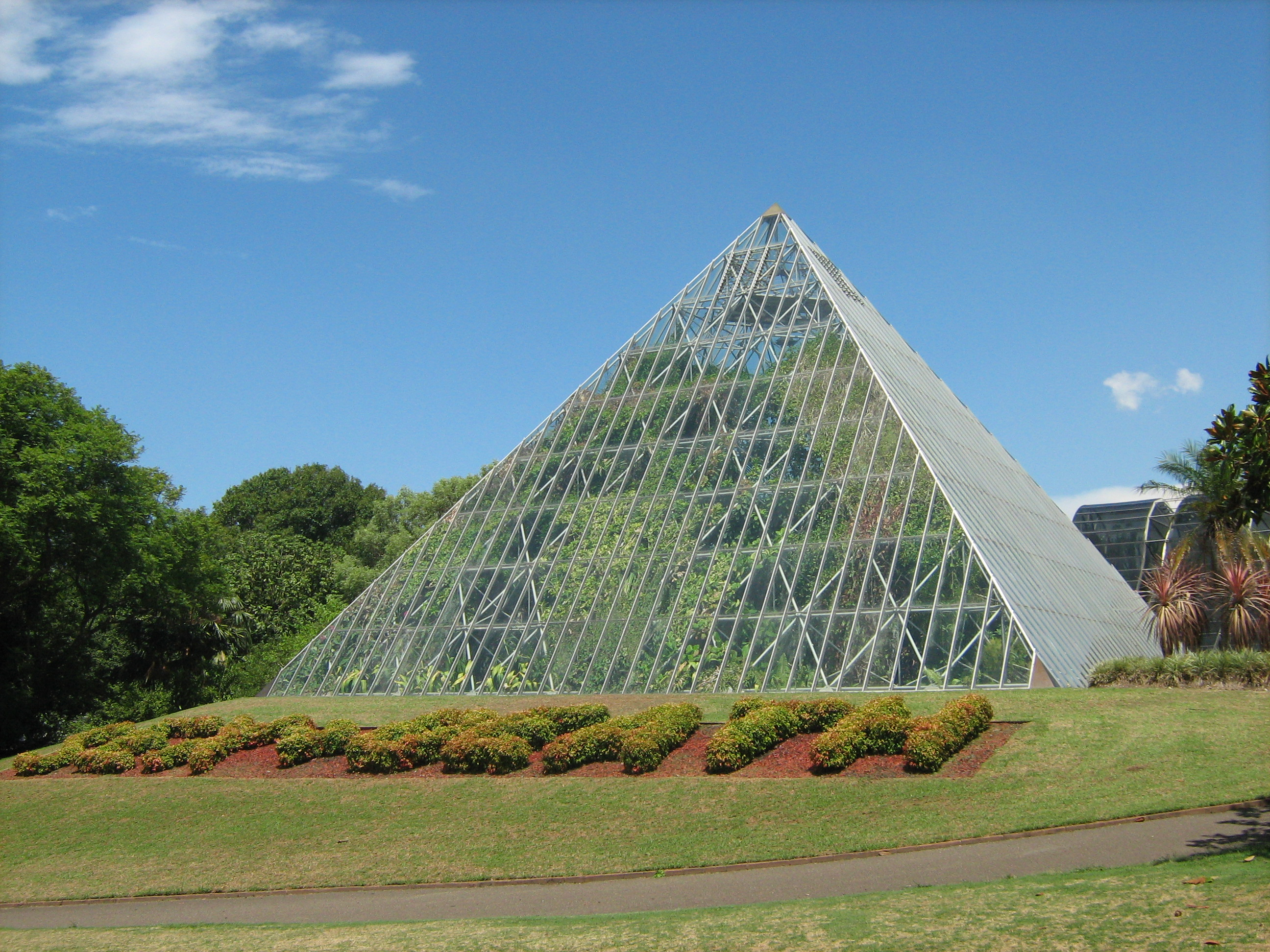
Tropikalna Piramida wybudowana w 2008 roku
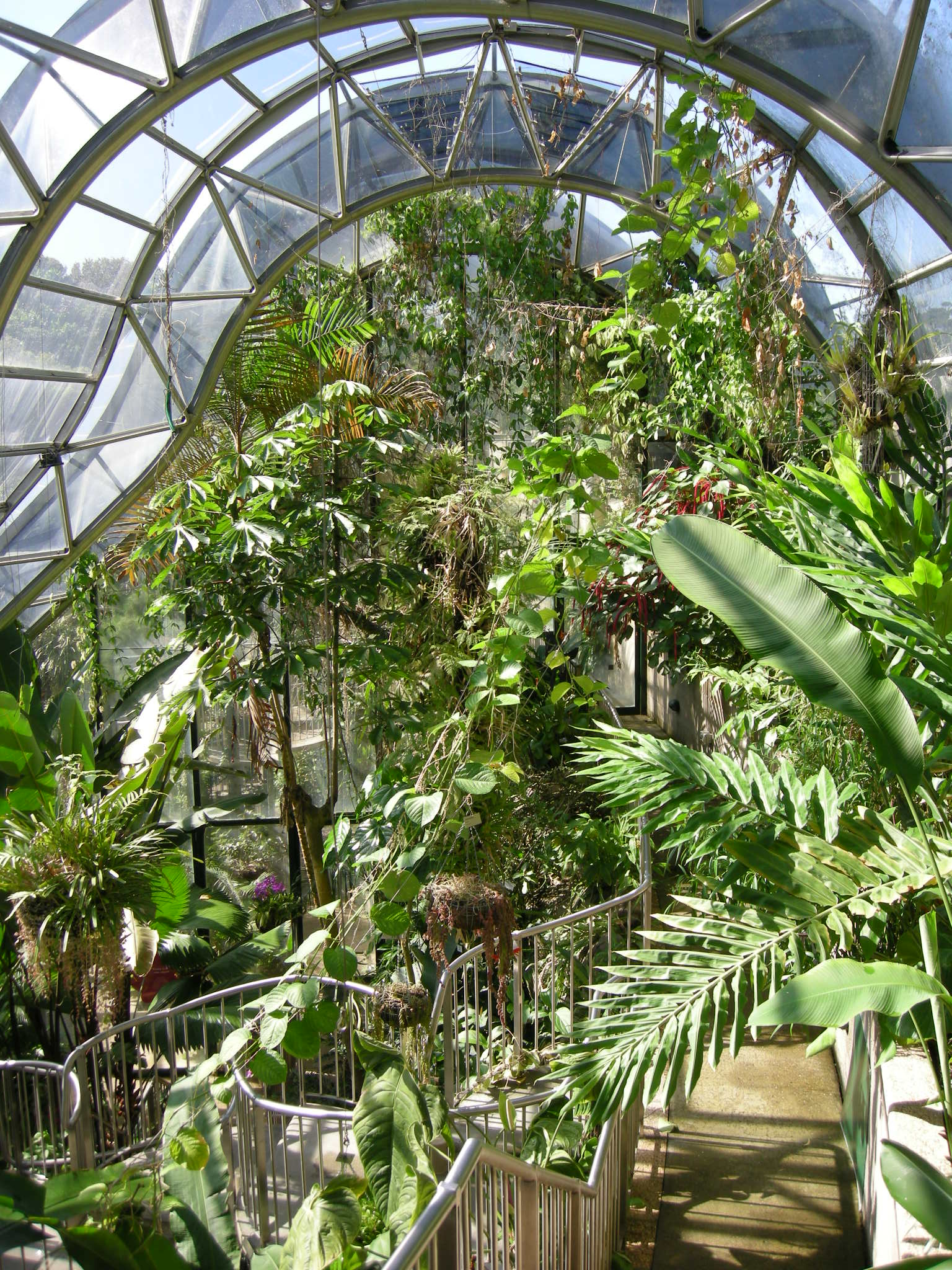
Wnętrze piramidy
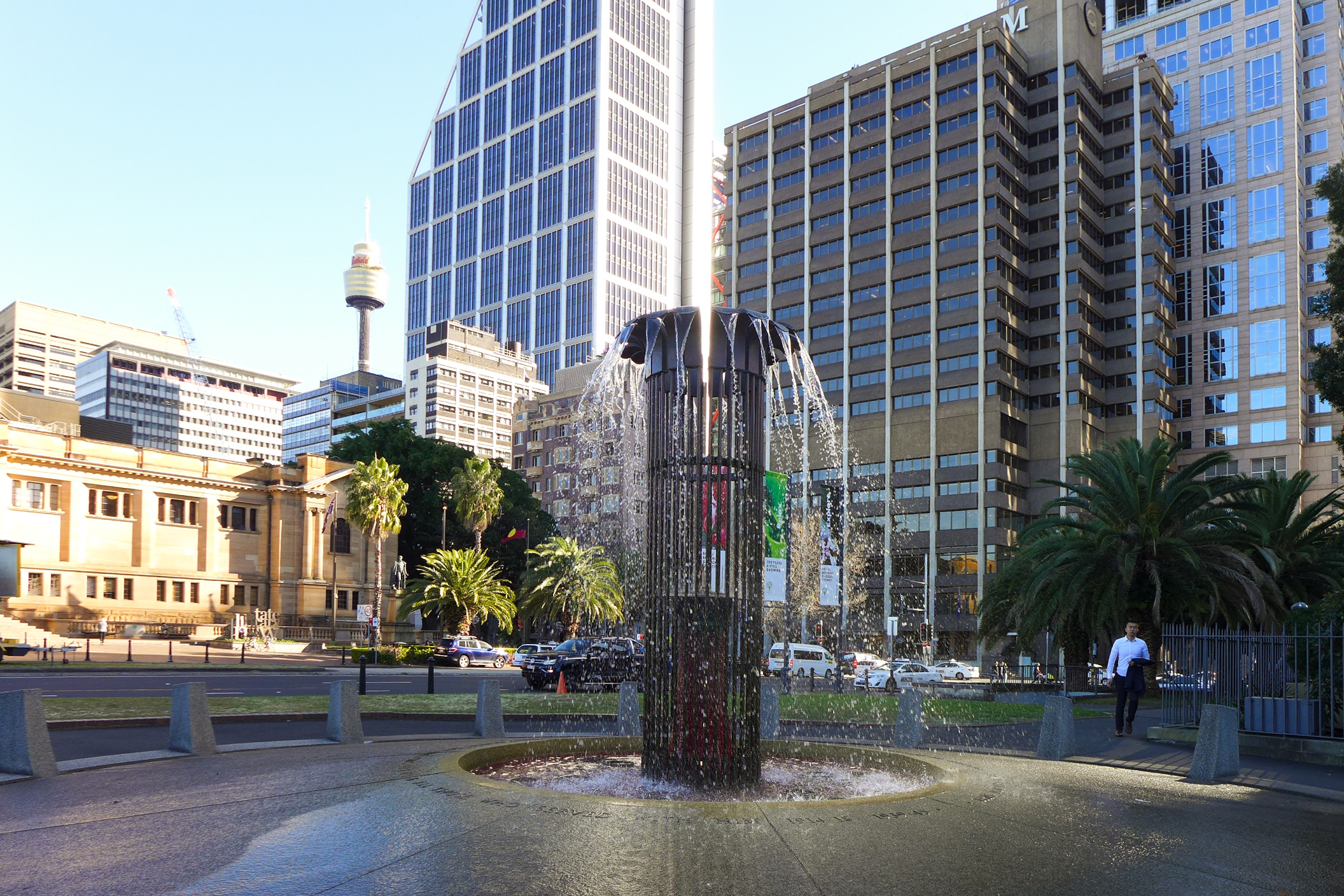
Morshead Fountain
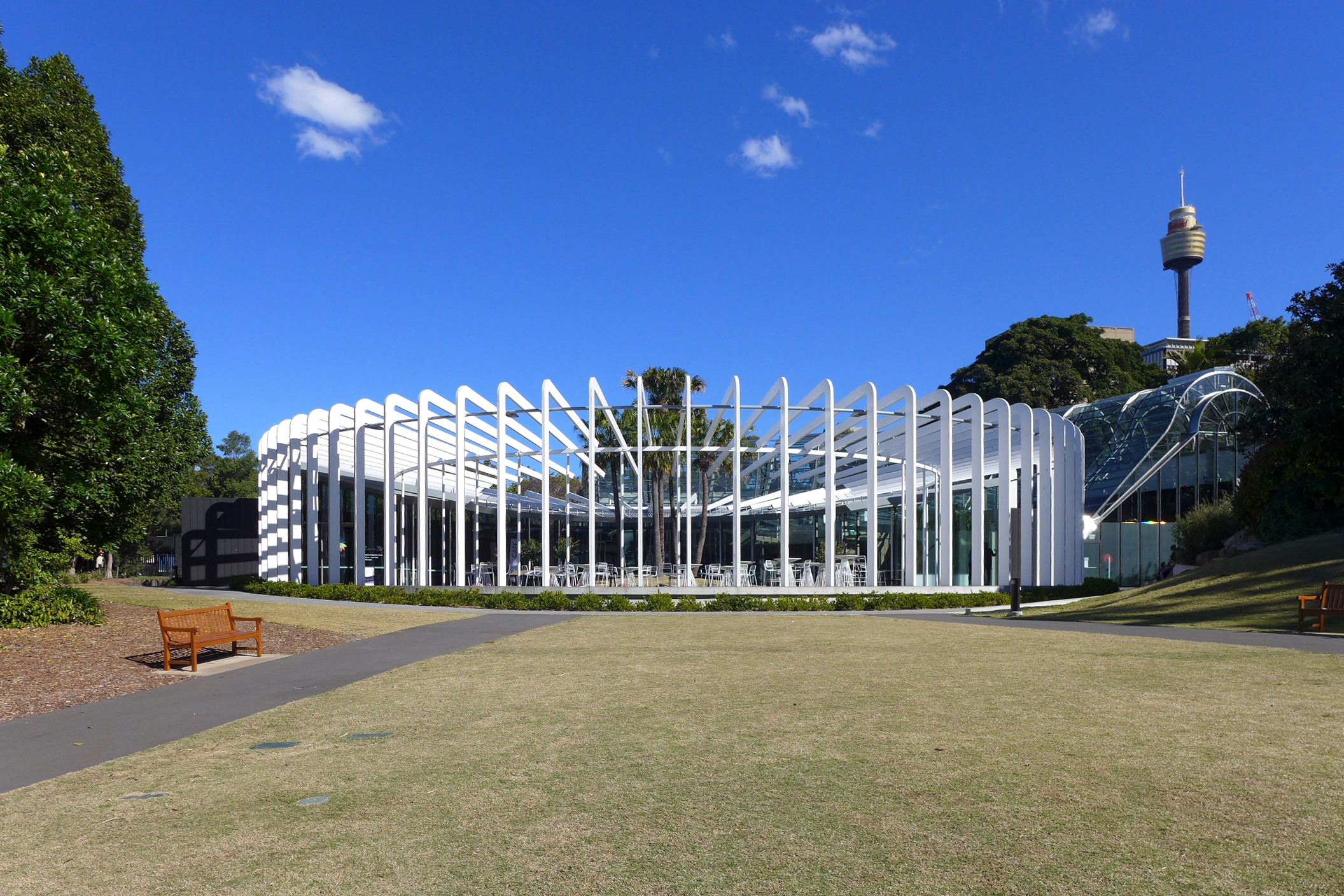
Najnowsza część parku, wystawa Calyx, w całości zbudowana ze szkła i stali

### Dzielnica Bennelong
Dzielnica Bennelong zawiera na swoim terenie obiekty należące bezpośrednio do rządu Australii oraz królowej Elżbiety II.

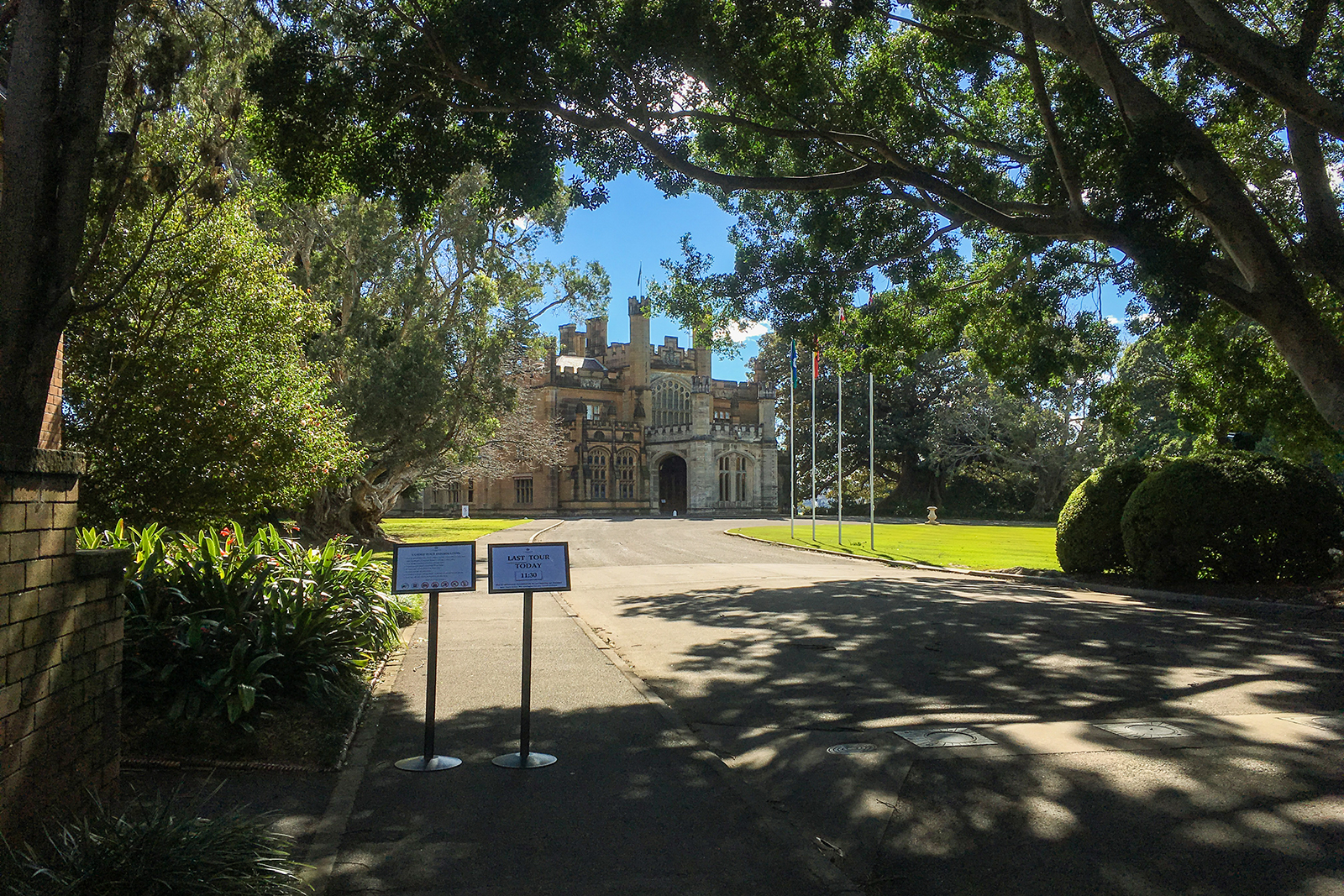
Brama do Domu Rządowego.
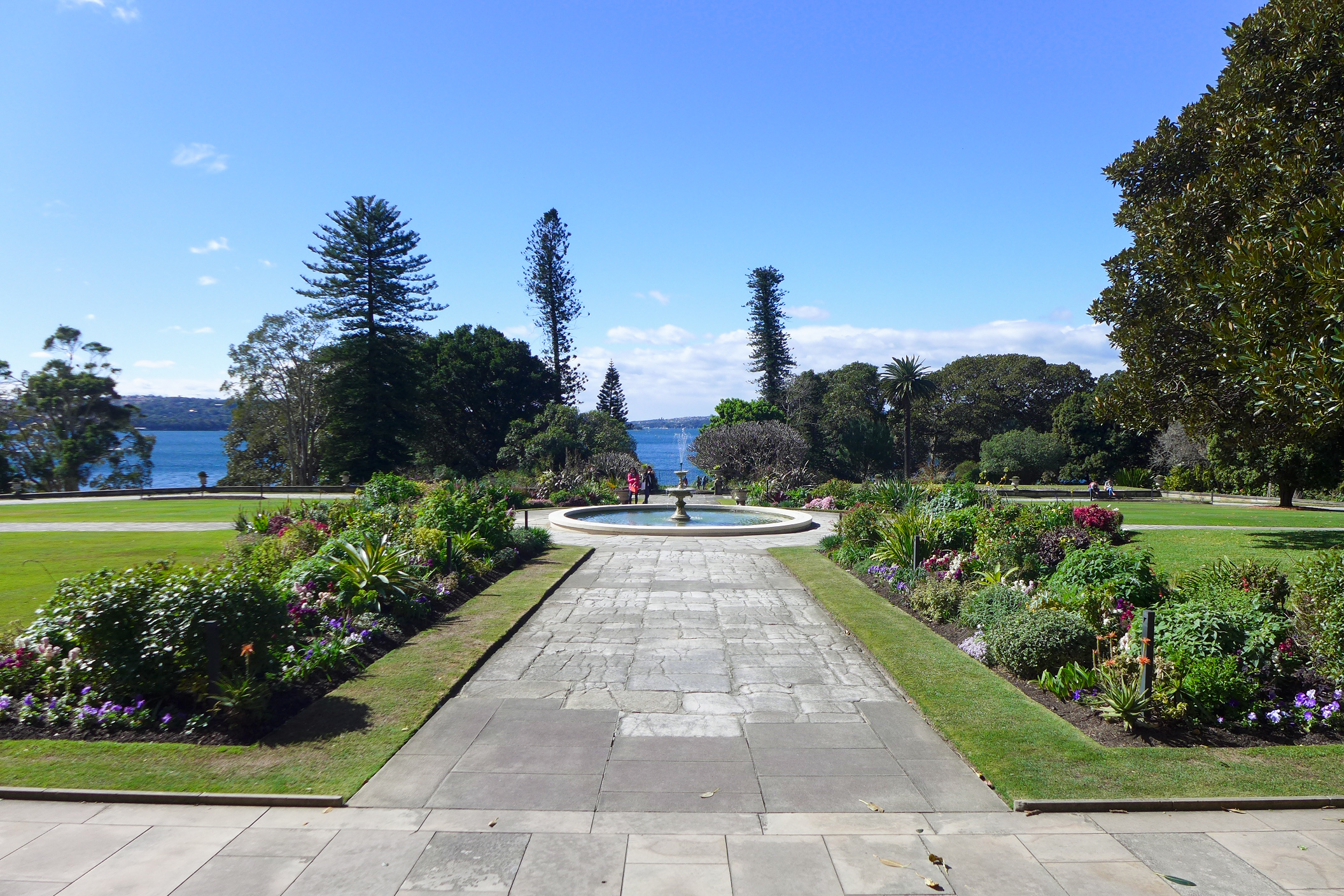
Ogrody w Domu Rządowym.
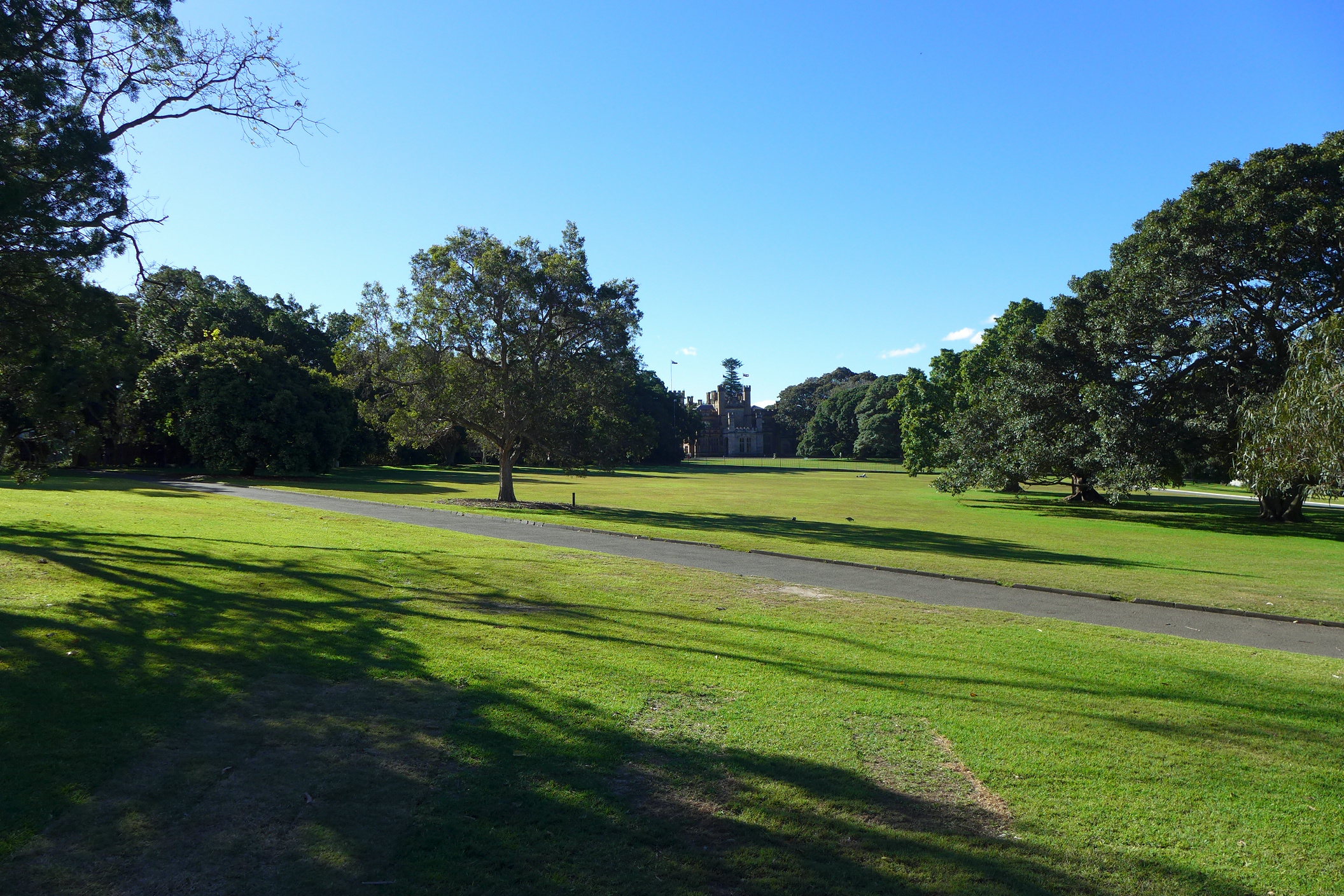
The Parade Ground.
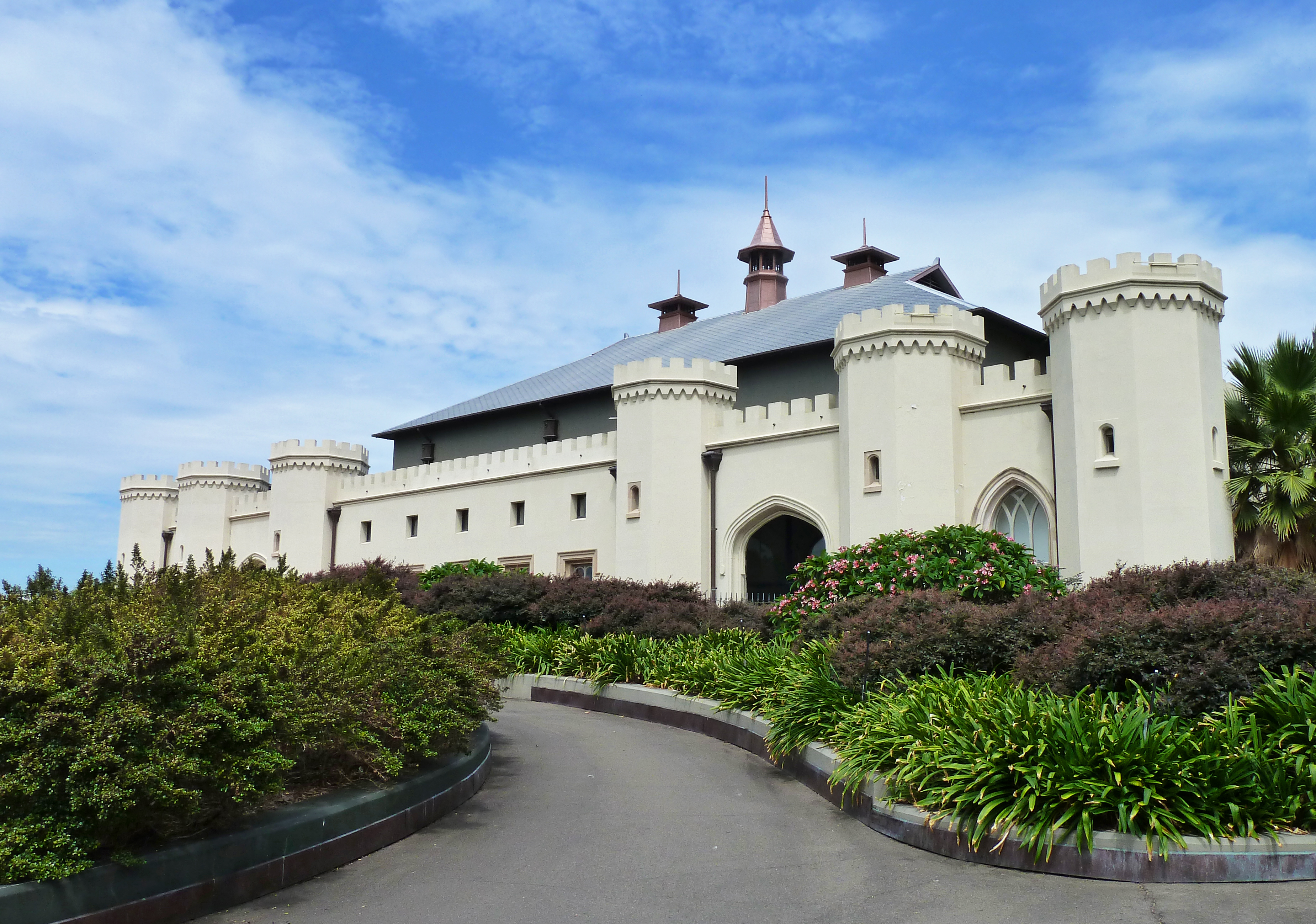
Konserwatorium muzyczne.

### Palm Grove Centre
W Palm Grove Centre znajduje się główna część turystyczna ogrodu, gdzie każdy turysta i odwiedzający ma możliwość odpocząć.

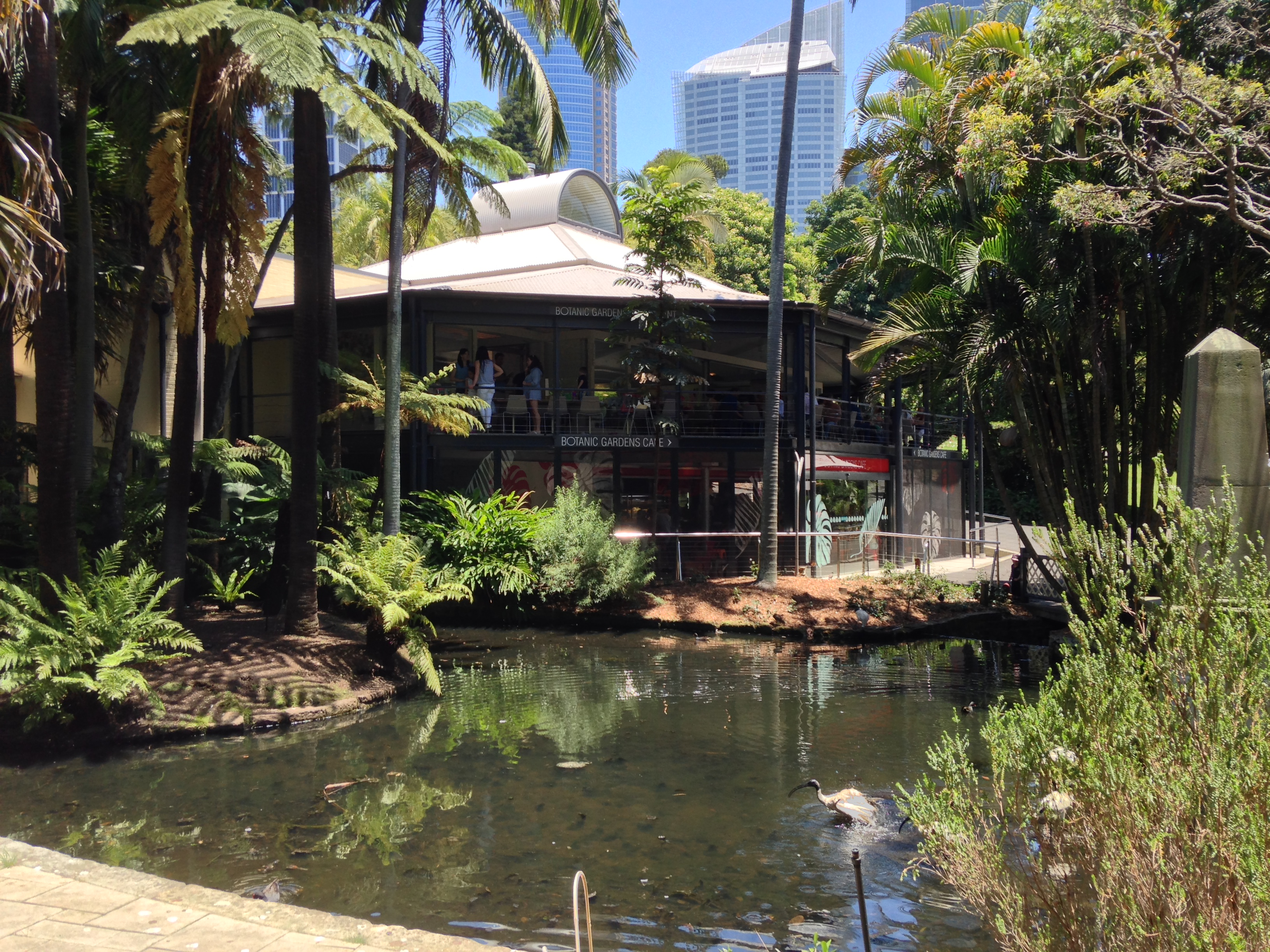
Kawiarnia i restauracja.
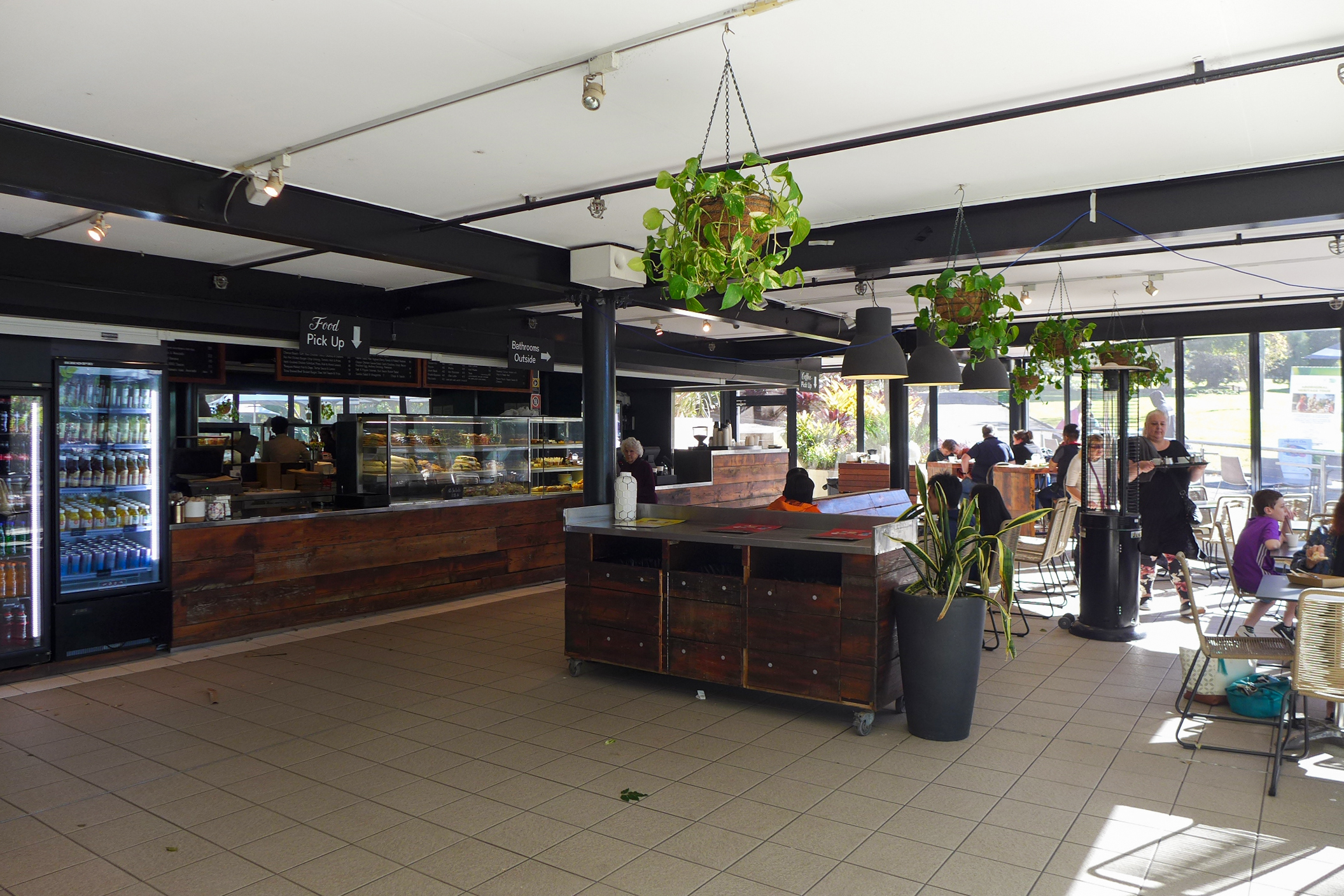
Jedna z restauracji na terenie ogrodu.
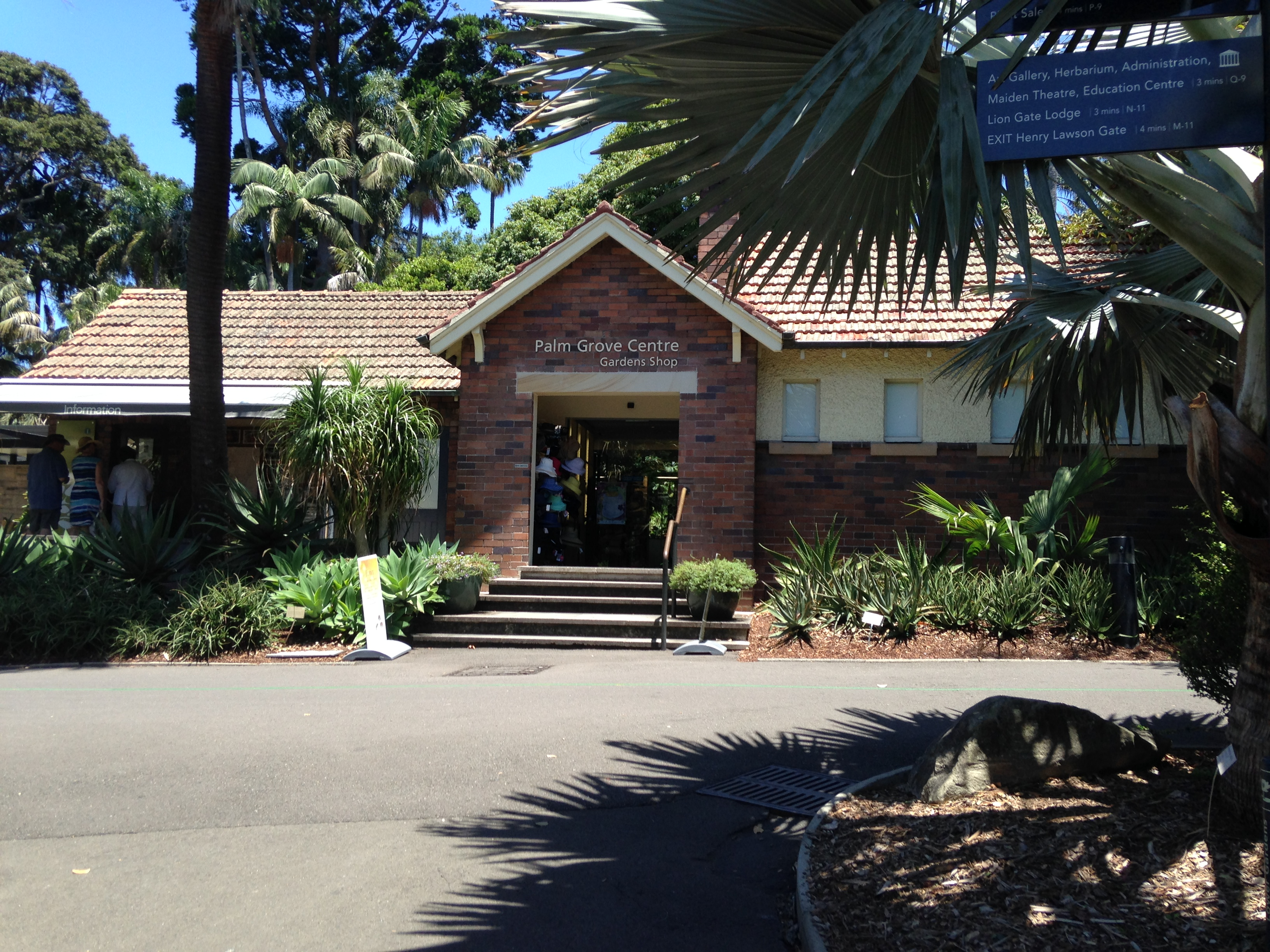
Sklep z pamiątkami, jeden z wielu znajdujących się na terenie ogrodu.
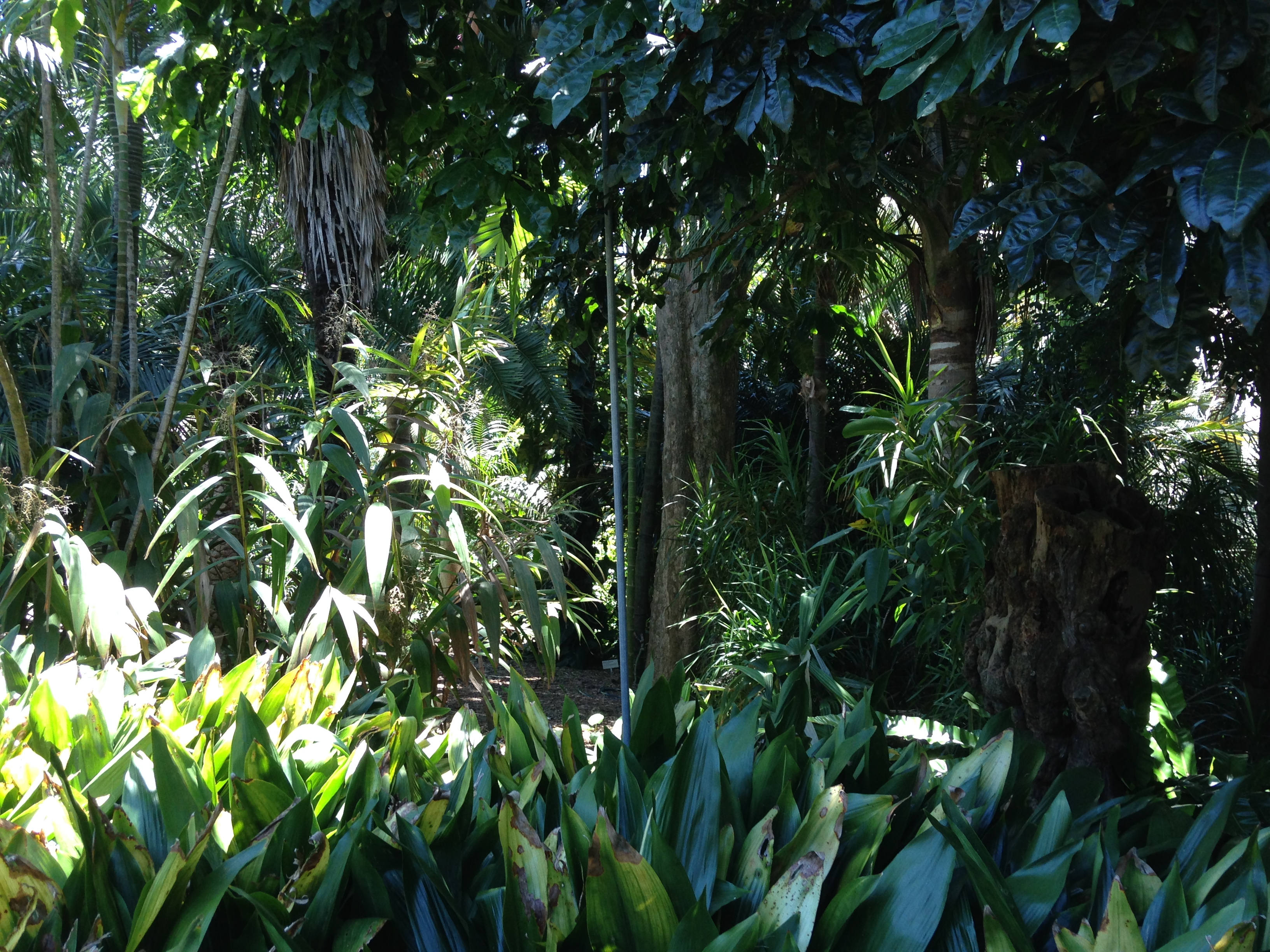
Typowa roślinność w części ogólnodostępnej.